# Kétütemű motor
A kétütemű motor a belső égésű motorok egyik fajtája, abban különbözik a négyütemű motortól (avagy OTTO Motor), hogy mindössze két ütem (egy főtengelyfordulat) alatt hajtja végre azt a ciklust, amit a négyütemű motor két fordulat alatt. Így a kétütemű motornál minden fordulatra esik egy munkaütem, szemben a négyüteművel, ahol csak minden második fordulatra. A legtöbb kétütemű motor fontos tulajdonsága, hogy mindkét irányban megindítható és üzemben tartható.

## Felhasználása
Kétütemű motorok használatosak a legnagyobb és legkisebb teljesítmények tartományában. Közepes teljesítményeknél sokkal kisebb a jelentőségük.
A legkisebb benzinmotorok általában forgattyúsház-elősűrítésű, keverék olajozású kétüteműek. Elterjedten használják motorcsónakok oldalmotorjánál, motorkerékpároknál, mopedeknél, robogóknál, hómobiloknál, go-kartoknál, repülőgép-modelleknél, láncfűrészeknél, fűnyíróknál, szegélynyíróknál. Mindezeknél az alkalmazásoknál azért népszerűek, mert egyszerű a szerkezetük (és ennélfogva olcsók), és nagyon jó a teljesítmény-súly viszonyuk mivel kétszer annyi munkaütemet végeznek adott fordulatszám alatt, mint a négyütemű motorok. Kézi szerszámoknál további előnyük, hogy mindkét irányban működnek, valamint az, hogy nincs olajtartályuk, ami a gravitációtól gyakorlatilag függetlenné teszi működésüket.
A legnagyobb hengerűrtartalmú kétütemű motorok általánosságban Diesel-ciklusúak és külön feltöltővel rendelkeznek. Nagy teljesítmény, egyenletes járás, magas hatásfok jellemző őket. A főtengely forgásirányának megváltoztathatósága és lassító áttétel mellőzhetősége a hajózásban elterjedtté tette alkalmazásukat. Továbbá főképp buszok, tehergépjárművek, mezőgazdasági és egyéb ipari nagy-gépek, aggregátorok, mozdonyok erőforrásaként kerültek beépítésre. Legelterjedtebb konstrukciós megoldásként vegyes vezérlésűek, de ellen-dugattyús és résvezérelt típusok is előfordulnak.

## Története

### Feltalálása
Az első kétütemű motort Sir Dugald Clerk skót mérnök alkotta meg 1878-ban, szabadalmaztatta 1881-ben. A motor viszont külön töltő (szivattyú) hengerrel is rendelkezett. A forgattyúház-elősűrítésű kétütemű motort (ahol a dugattyú egyben töltő-dugattyú is és a forgattyúsházba történik a szívás, elősűrítés) az angol Joseph Day találta fel 1889-ben, (hasonló konstrukciójára kapott német szabadalmat Julius Söhnlein 1891-ben) de a vezérlése még ennek is részben (szívás, átömlés) szelepekkel történt. Végül a teljesen dugattyú általi résvezérelést Day alkalmazottja Frederic William Caswell Cock 1894-ben alkotta meg. A kétütemű motornak ma is feltöltővel vagy forgattyúsház elősűrítéses változataival találkozhatunk.

### Technológia fejlődése
Az első kétüteműeket – jellemzően motorkerékpárokban – az 1910-es évektől még az angol Vikers cég gyártotta. Az 1920-as évektől a német Zündapp majd DKW, és az osztrák Puch jártak az élen. Kezdetben a terelőgátas ("tarajos"- vagy "orros-") dugattyúval rendelkező keresztáramú öblítésű konstrukciók, illetve azzal nem rendelkező változatok terjedtek el. Utóbbi gázcseréje pazarló volt és nem öblítette át a hengert kielégítően. Mindkét módszernél alkalmaztak kompresszordugattyúkat is, feltöltőket is. Ezek vagy a forgattyúsház töltését növelték, vagy közvetlenül a hengert töltötték túl. Jellemzően a '30-as évek DKW versenymotorjainál találkozhatunk ezzel a megoldással. A töltéscsere-veszteség itt is nagy volt, de növelte a teljesítményt.
A töltési és öblítési hatásfok és a gázcsereveszteség csökkentésére született meg az ikerdugattyús kétütemű motor is, közös égéstérrel és külön hengerenként vezérelt felömlő és kipufogónyílásokkal, egymáshoz képest eltolt aszimmetrikus vezérlési idővel. A '10-es évektől az 1970-es évekig gyártották különféle változatait, alkalmazását az Alberto Garelli mérnök személyéhez köthető olasz Garelli cég kezdte meg. A kedvezőtlen égéstér és a bonyolultabb gyártás miatt nem terjedt el.
1925-ben a német Adolf Schnürle által kétütemű dízelmotorokhoz szabadalmaztatott hurkos (Schnürle-rendszerü) öblítés kedvezőbb átöblítést tett lehetővé.
A dugattyú könnyebb lett, kevésbé melegedett, az égéstér alakja kedvezőbb, a szemben lévő felömlő csatornákból kilépő gázok hurkot leírva, a hengerfal mentél felhaladva, hatékonyabban öblítették át a hengert is, a töltésgázok nem távoztak olyan nagy mértékben a kipufogó csatornába. Ezen szabadalom licencét vásárolta meg a német DKW gyár 1932-ben és fejlesztette tovább kétütemű motorjait 1934-től. A DKW jelentős összegekért adta tovább szabadalmait más gyártóknak, ezért a hurkos öblítés csak a szabadalmi oltalom lejártával szorított ki minden más öblítési eljárást.
A szabadalom megkerülésére alkotta meg a Zündapp a három-felömlős rendszerét. A kipufogónyílással szemben is volt egy felömlő nyílás, az oldalsó felömlők forgattyúsház felőli belépőnyílása a dugattyúpalástba nyitott ablakon keresztül nyitotta acsatornát, a felfelé irányított gáztöltetek öblítik át a hengert. A Schnürle- és a háromcsatornás rendszer közötti különbség idővel összemosódott. A kipufogóval szemközti felömlő nyílást később a hurkos öblítésnél is használták.
A kétütemű motorok technológiájának következő nagy áttörése a gázok lengéseinek, nyomáshullámainak kihasználása a motor feltöltésének növelésre, hatásfokának javítására.
- Ezen belül is legfőképp a kipufogórendszer hangolása, úgynevezett expanziós vagy tágulási kamra, más néven a rezonancia kamra/rezonátor alkalmazása hozta el. Az elvet már a '30-as évek végén átültették a gyakorlatba, komoly eredményeket az '50-es évek végén a kelet-német Walter Kaaden által kifejlesztett, MZ (korábban IFA névvel) verseny motorkerékpároknál értek el. Az MZ gyár motorkerékpár versenyzője, Ernst Degner disszidálása során 1961-ben, egy versenymotort is magával csempészett nyugatra, amely a Suzuki birtokába kerülve komoly lökést adott a technológia elterjedésének, ellenben a kelet-német gyár számára súlyos következményekkel járt.

További előrelépés volt a teljesen dugattyú általi vezérlés (szimmetrikus vezérlés) leváltása, a szívó- és kipufogó oldal aszimmetrikus idejű vezérlésére.
- Már korán kísérleteztek forgóhengeres, forgóhüvelyes és forgótárcsás vezérlésekkel is. Előbbi a kipufogónyílást, utóbbiak a szívást vezérelték, ezek közül a forgótárcsás bizonyult életképesebbnek. A forgótárcsás vezérlés már korán megjelent, a belga Gillett-Herstal cég a '20-as években már alkalmazta. A forgódobos megoldás hasonló elven alapul mint a forgótárcsás, szovjet versenymotoroknál alkalmazták, a főtengelyről lánc hajtotta. Mindkét megoldás hátránya a súrlódásból adódó kopás.

- Hasonló megoldás volt a rezgőnyelves vagy membrános szívásvezérlés. Az osztrák Titán motorokon Karl Schuber 1928-ban már alkalmazta, szintén a belga Gillett és vele párhuzamosan a német DKW is kísérletezett vele. Kezdetben az acélból készült, előnytelenül kialakított nyelvek hamar eltörtek, így az 1970-es évek elejéig kellett várni tömeges elterjedéséig, amikor a Yamaha piacképes és tartós megoldással állt elő az üveg- vagy szénszálas erősítésű membrán nyelvek formájában.

- A kipufogórés tolattyús, forgódobos, nyelves vezérlésével a kipufogócsatorna nyitási és zárási idejét, keresztmetszetét, a rezonancia kamra felől visszaáramló gáztöltet hengerbe tódulásának idejét és ezzel a motor használható nyomatéktartományát lehet előnyösen szabályozni, a fordulatszám és terhelés függvényében. Az első ilyen sikeres mechanikus rendszert a Yamaha alkotta meg 1978-ban, majd elektronikus vezérlésűt 1983-ban (Yamaha Power Valve System). Hamarosan a többi japán és európai gyártó is előállt hasonló megoldásokkal.

### Emisszió
A feltöltéses dízel motorokat kivéve a legtöbb kétütemű Otto-motor keverékolajozású.
A kétütemű motorok egyik előnyét – egyszerűség – adó olajozási módszer egyben rendkívül pazarló és környezetszennyező is. Így már korán folytak kísérletek ennek javítására.
Kezdetben az olaj hozzákeverési arányának csökkentésével, majd külön olajozó rendszerek kifejlesztésével.
Ennek legegyszerűbb módja hogy az olajat külön pumpával juttatjuk a forgattyúsházba, leghatékonyabb módja hogy furatokon át jut el a kenendő pontokhoz, a csapágyakhoz és a hengerhez, dugattyúhoz.
Előbbire példát az olasz (Aprilia) és japán motorokon kívül, a Kelet-európai (Jawa, MZ) gyár bizonyos modelljeinél is megtalálhattuk.
Utóbbira példa például az olasz Bimota verseny-motorkerékpárja, vagy számos japán (Suzuki) utcai modellje is.
A károsanyag kibocsátás és a fogyasztás további csökkentésére megoldás, ha az üzemanyagot közvetlenül juttatjuk a hengerbe nagy nyomású befecskendezővel. A korábbi Bimota erre is példa. Így elkerülhető hogy az öblítés során a kipufogórendszerbe távozzon.
Ennek egyszerűbb olcsóbb módja viszont a Stihl és Husqvarna láncfűrészeknél alkalmazott úgynevezett öblítőlevegő rendszer, amikor a dugattyú palástjában kialakított kamra a hengerfallal bezárólag, egy külön leömlőcsatornát nyit egybe a felömlőcsatornákkal a felső holtpontban.
Ezen keresztül olaj és üzemanyag mentes levegőréteg áramlik a felömlőcsatornákba, miközben a karburátorból egy másik leömlőn keresztül üzemanyag-olaj-levegő keverék áramlik a forgattyúsházba.
A tiszta légréteg a keverék előtt haladva öblíti át a hengert, a kipufogórés még a keverék kiáramlása előtt zárul, így öblítési veszteségként csak levegő távozik.
Az emisszió csökkentéséhez hozzátartozik még az utóbbi évtizedekben a katalizátor alkalmazása is, ami a kipufogóba távozó maradék olaj elégetését végzi.

### Visszaszorulása
Az utóbbi évtizedekben a kétütemű (Otto-) motorok gyártása és forgalmazása sok területen erősen lecsökkent és visszaszorulóban van, vagy stagnál, továbbiakba pedig nem tudott betörni.
Ennek oka többek közt a jelentős fejlesztések ellenére a négyüteműhöz képest még mindig szennyezőbb üzem, valamint a fogyasztás, emisszió, élettartam javítására alkalmazott technológiák, eljárások magasabb ára és bonyolultsága, de nemcsak a korábbi kétüteműekhez képest.
Ami viszont különösen a korábban kétüteműek uralta, jellemzően az olcsóságot, egyszerűséget előtérbe helyező gyártmányok, felhasználási területek terén szorította őket vissza.
Ez esetben a döntő ok az emisszió, fogyasztás, élettartam terén növekvő egyre magasabb piaci és törvényi elvárások voltak.
Bár az igények, elvárások magasabbak, a négyütemű motor gyakran még a bonyolultabb vezérlése, magasabb alkatrész száma esetében is könnyebben és olcsóbban teljesíti a vonatkozó követelményeket, az olcsó és egyszerű karburátorral is jobb kibocsátást produkál a kétüteművel szemben, szélesebb a használható fordulatszám tartománya és magasabb az élettartama.
Jó példa erre a legutóbbi új-generációs négyütemű német Stihl és a japán Shindaiwa láncfűrész motorok, amelyek
forgattyús hajtóműve és vezérlése keverékolajozással történik és karburátoros kialakításukkal is kedvezőbb károsanyag-kibocsátást produkálnak kétütemű társaiknál, mivel gázcsereveszteségük kisebb.
Ugyanezen értékeket a kétüteműek csak drágább technológiákkal (közvetlen befecskendezés, adagolószivattyús olajozás, katalizátor) képesek elérni, miközben zajterhelésük is magasabb.
A speciálisan a teljesítmény növelésére kifejlesztett forgattyúsház elősűrítésű és keverékolajozású négyütemű pl YS modell-motorok teljesítménye pedig közelíti, eléri a kétüteműekét.
Emiatt a drágább kétütemű technológiák csak bizonyos területeken tudtak megjelenni, megmaradni. Jellemezően ott ahol a kétüteműek addig is jelen voltak, a négyüteműeket kiszorítani vagy jelentős konkurenseivé válni továbbra sem tudták.
Az olcsóbb, egyszerűbb, de szennyezőbb kétüteműek pedig ott maradtak piacvezetők vagy tudtak megmaradni, ahol a károsanyag-kibocsátás nem fő szempont, alacsonyabbak a határértékek, illetve az élettartam és fogyasztás terén sincsenek nagy elvárások.
Például a versenysportban, hobbijárműveknél és a segédmotoros kerékpároknál.
Jellemző viszont hogy a közlekedésben legnagyobb arányban és számban használt Ázsiai országokban a segéd- és kis köbcentis motorok többsége négyütemű, a kétütemű – főleg a városi szmog miatt – akár tiltva is van. Az eddig legnagyobb számban gyártott motorkerékpár (Honda Super Cub) pedig szintén négyütemű.
Szubjektív (érzelmi) vásárlói és marketing szempontként említhető még a kétütemű motor jellemző hangja, látható füstgáz kibocsátása és külső megjelenése (rezonátor kipufogó, kis méretű hengerfej) miatti elutasítás, csökkenő érdeklődés, amely miatt a felsorolt emissziós és élettartambeli, karakterisztikai, fogyasztásbeli okokon túl pl személygépjárműveknél sohasem, de motorkerékpároknál is egyre kevésbé tudtak a négyüteművel szemben alternatívává válni. Mások számára és más piaci szegmensekben (pl: motokrossz, krossz motorok, tuning-motorok) viszont gyakran pont ezen tulajdonságai miatt is maradt népszerű.

### A jövő
A kétütemű motorok – a belsőégésű motorok egészét is ideértve – még hosszú ideig alkalmazásban maradnak.
Bizonyos területeken nem várható a visszaszorulása rövid- vagy középtávon sem, mivel a törvényi, piaci elvárások nem változtak gyökeresen, de továbbra is igény van ezekre az erőforrásokra.
A belsőégésű motoroknál az említett okokból fakadóan a bonyolult emissziós és vezérlési technológiák elterjedése, árcsökkenése, elterjedése az eddig költséges kétütemű technológiákat is piacképessé és elfogadottá teheti számos területen.
A közvetlen befecskendezés, a feltöltők elterjedése, a nagy teljesítményű motorvezérlő rendszerek és az elektromos, elektrohidraulikus szelepvezérlések megjelenése új távlatokat nyithatnak a kétütemű motorok számára is a jövőben, mind a Diesel- mind az Otto-motorok terén.

### Kétütemű diesel motorok

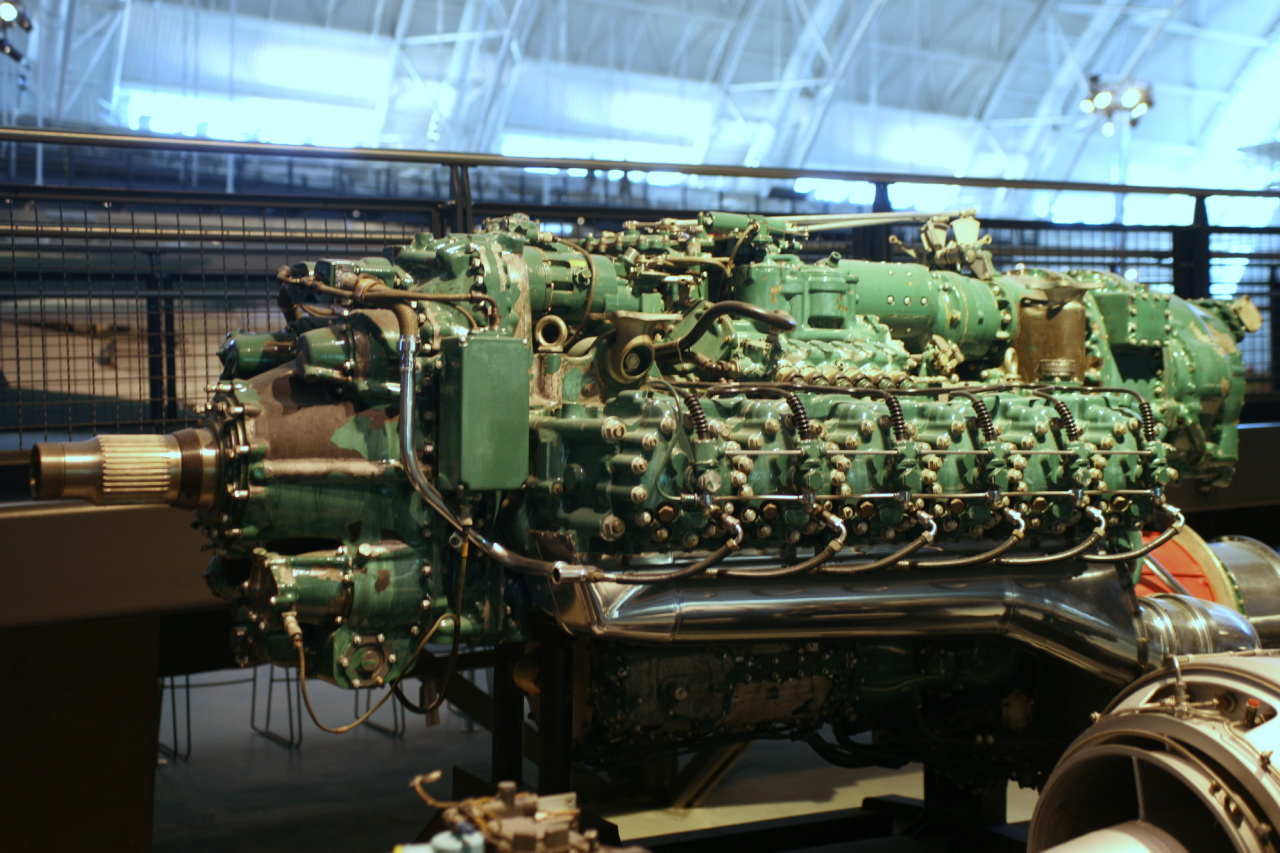
A Napier Nomad repülőgépmotor, tk-dízel, 12, 180°-os V

Gyakran kétütemű dízelmotorokat alkalmaznak például nagy hajómotoroknál (itt a motor reverzálhatósága fontos szempont, mert a hátramenethez nem kell a motor és a hajócsavart hajtó propulziós tengely közé irányváltót beépíteni). Ezek a motorok lassú fordulatszámú jellemzően vegyes vezérlésű, tehát kipufogószeleppel és felömlő résekkel rendelkező, a legnagyobbak esetében gyakran keresztfejes gépek. A gázcseréjüket feltöltő (fúvó) végzi, gyakran turbófeltöltővel sorba vagy párhuzamosan kapcsolva.
A nagy, kétütemű hajódízeleket a kőolajlepárlás melléktermékeként keletkező nehézolajjal hajtják. Ez az anyag szobahőmérsékleten rendkívül sűrű, így ahhoz, hogy egyáltalán szivattyúzni lehessen, 40-50 fokra kell melegíteni.
Közúti, vasúti alkalmazásánál említendő még az amerikai Detroit Diesel gyártmányai is, melyek tehergépjárművekben, nyergesvontatókban, hajókban, mozdonyokban, buszokban, kis-tehergépkocsikban terjedtek el. A gázcserét itt is kompresszor és/vagy turbófeltöltő végzi egy levegőtáptartályba (légszekrényebe) mely a hengerbe nyílik, felömlőablakokkal.
Néhány kétütemű motort régen gyakran ellendugatyús kialakítással készítették, egy hengerben két dugattyú egymással ellentétes irányban mozog (égéstér középen, dugattyúk kifelé; két főtengely), a hengerfej pedig elmarad. Ilyen volt például a híres Junkers Jumo 205 repülőgép-dízelmotor, melyet a II. világháború előtti német repülőgépeken, majd változatát szovjet mozdonyokon alkalmazták, valamint Nagy-Britanniában is gyártották. Ugyancsak kétütemű motorokat használnak egyes nagy földmunka gépeken, nehézgépjárművekben is gyakran V8 elrendezésben. A Szovjetunióban a T–64 harckocsiba építettek hathengeres, ellendugattyús, kétütemű dízelmotorokat.
Léteznek szívó kétütemű dízelek is. Ezeket főleg kisebb mezőgazdasági, kerti gépeknél alkalmazták. A forgattyúsházba sűrít, kenése veszteséges rendszerű és olajszivattyúval történik.
Izzófejes kialakítást például traktorokhoz, generátorok, szivattyúk és kisebb hajók hajtására használták a huszadik század első évtizedeiben. Sokféle tüzelőanyaggal lehetett járatni, a folyékony üzemanyagok széles választéka volt alkalmas működtetésükre, még a rosszul égő üzemanyagokkal is működtethették a motort. Az izzófejes motorokat egyszerűbb volt legyártani és üzemeltetni, mint a korai gőzgépeket. A gőzgéppel szemben további előnye volt továbbá gazdaságossága, egyszerű szerkezete, könnyű kezelhetősége, ami akkor az ipar fő erőforrásává tette. A gőzgépek átlagosan csak 6% termikus hatásfokot (a fejlesztett hőnek a hasznosított része) értek el, az izzófejes motorok könnyen elérték a 12%-os termikus hatásfokot. Az 1910-1950-es évek alatt az izzófejes motorok gyártása a kisnyomású befecskendezés és a kisebb kompresszióviszony miatt olcsóbb volt, mint a dízelmotoroké.

## Működése
A szívásból, sűrítésből, terjeszkedésből és kipufogásból álló működési (munka) ciklus alapvetően azonos a négy- és a kétütemű motorban, az egyes folyamatok, szakaszok lezajlásának helye és az ideje azonban eltér. Négyütemű motorban a működési ciklus csak a hengerben megy végbe, négy dugattyúlöket illetve két forgattyústengely-fordulat alatt.
A kétütemű motornál is le kell játszódnia a munkafolyamat minden elemének, de ez csak úgy lehetséges, hogy segéd tereket (pl. forgattyúsház), vagy segéd berendezéseket (pl. töltőkompresszor) veszünk igénybe. Kétütemű motorok nyitott gázcserével működnek, az egyes működési ütemek nem különülnek el olyan élesen egymástól, egy löket alatt több ütem is lezajlik. A kétütemű motorok hengerében a sűrítés és a terjeszkedés a két fő ütem, ez teszi ki egy-egy löket tetemes részét, a másik két ütem (kipufogás, átömlés), ami a gáztöltet cseréjére szolgál, a löketnek csak rövid szakaszára korlátozódik. A töltetcsere az alsó holtpont környékén megy végbe a kipufogó és a felömlő csatornák nyitása és zárás közötti időben. Ekkor történik a kipufogás és a henger átöblítése, feltöltése, hogy így egy működési ciklus két dugattyúlöket, illetve egy forgattyús-tengely fordulat alatt menjen végbe. A gáztöltet tulajdonképpeni szívása a forgattyúházban jön létre a sűrítési ütem alatt, amelyben a dugattyú alternáló mozgása miatt egy gázszivattyút másképp fogalmazva egy kompresszort alkot. Itt történik a beszívott gáztöltet elősűrítése is, amely kellő töltőnyomást és sebességet biztosít arra, hogy a henger feltöltése, a gázcsere létrejöhessen. A leggyakoribb, legegyszerűbb kétütemű motorok tulajdonsága még, hogy a szelepvezérlés hiányzik, nincs vezérmű-berendezés. A gázok be- és kiáramlása a henger falán lévő réseken illetve csatornákon keresztül folyik. A gázcsere vezérlését részben vagy egészben maga a dugattyú végzi, egyfajta körtolattyúként. A motor működése szempontjából rendkívül fontos a kipufogórendszer hangolása, az ott végbemenő lengések, pozitív-negatív nyomáshullámzások töltetcserére, áramlásukra gyakorolt nagy hatása miatt, tulajdonképpen a vezérlés részének tekinthető. A forgattyúsház szerepe, feltöltővel kiváltható. Ebben az esetben nincs szívó ütem, a feltöltő folyamatos nyomást állít elő egy úgynevezett levegőtáptartályban, amely közvetlenül a felömlő csatornákba nyílik. Léteznek a forgattyúsházba feltöltést, túltöltést előállító kompresszoros, töltődugattyús konstrukciók is.

## Főbb műszaki típusai
- A kétütemű motor a tüzelőanyag adagolása és elégése szempontjából lehet: Otto-motor, Dízelmotor, Izzófejes motor.
- A gázcsere szempontjából lehet: forgattyúsház-elősűrítésű vagy feltöltéses'.
- A vezérlés szempontjából lehet: résvezérelt, vegyes vezérlésű, szelepvezérelt.
- A gázok megvezetése szempontjából lehetnek: egyenáramú vagy ellenáramú öblítésűek.
- Kenése szempontjából: keverékolajozású vagy szivattyús olajozású.

## Gázcsere folyamat, Öblítési eljárások
Kétütemű motorban az öblítéshez, (az égés és maradékgázok valamint a friss keverék, gáztöltet cseréjéhez) csak körülbelül 130 fok forgattyús tengely-szög áll rendelkezésre, tehát csupán egyharmada a négyütemű motor gázcsereidejének. A rövidebb töltetcsereidő nagyobb töltési veszteséggel jár.

### Ellenáramú öblítési rendszerek
Ellenáramú öblítés során az átömlő kezdőtöltet áramlási iránya ellentétes a kiömlő égéstermékgázéval. Emiatt a kezdőtöltet és a kipufogógáz keveredik. Az ellenáramú öblítés alapformái a keresztáramú (vagy Saurer-rendszerű) öblítés a hurkos (más néven Schnürle-rendszerű) öblítés a három-felömlős öblítés a fordított (vagy Wolf-rendszerű) öblítés és szelepes vezérlésű öblítés.
öblítési típusok
öblítési eljárások
szelepes öblítés
Ellenáramú öblítésnél rendszerint a forgattyúsházba történik a friss gáztöltet szívása majd elősűrítése. A dugattyú palástja nyitja és zárja a leömlő csatornát illetve megakadályozza a kipufogónyílás forgattyúsházba nyílását. Kivétel a hurkos öblítésű de mechanikus kényszerfeltöltésű nagy dízelmotorok, valamint a szelepes vezérlésű, feltöltéses kialakítások. Itt egy mechanikus vagy töltődugattyús feltöltő juttatja a gáztöltetet a hengerbe, a forgattyúsház csak kenési feladatokat lát el.

#### Keresztáramú öblítés
A keresztáramú öblítés során a kezdőtöltet és a kipufogógáz keresztirányban áramlik a hengeren keresztül, mert az átömlőrés és a kipufogórés szemben van egymással. Ehhez a legrégibb öblítési eljáráshoz tarajos dugattyú szükséges, amely felfelé téríti el a beáramló töltetet. A dugattyúkiképzés eltérítőhatása közvetlenül az átömlőrés kinyílása után a legnagyobb, teljesen nyitott résnél (dugattyú az alsó holtpontban) a legkisebb. Ennek megfelelően az áramlás kezdetben a henger fala mentén, majd a henger közepén át halad, és a kezdőtöltet végül a legrövidebb úton, hasznosítás nélkül kiléphet a kipufogórésen. A keresztáramú öblítést ezért más öblítési módszerek szorították ki.
keresztáramú öblítés
tarajos dugattyú

#### Hurkos öblítés
A hurkos öblítésnél a kipufogóréstől, illetve a kipufogórésektől jobbra és balra minimum egy-egy átömlőrés van, de nagy fordulatszámú motoroknál az öblítés, feltöltés hatásfokának növelésére használhatnak több felömlő nyílást is. A kipufogó nyílás feljebb van a hengerfalon mint a felömlők. Az öblítőáramlást (átömlés) a henger tengelyéhez viszonyítva ferde helyzetű öblítőcsatornák a kipufogással szemben fekvő hengerfalra terelik a hengerfej irányába. Ott a kezdőtöltet felemelkedik és a henger falát követve, az égéstérben átfordulva a kipufogórésen kitolja, kiöblíti a kipufogógázt. Az öblítőáramlás tehát megfordul a hengerben. A hengerbe felömlő gázok megvezetésére domború dugattyútetőt alkalmaznak.
hurkos öblítés Archiválva 2016. március 5-i dátummal a Wayback Machine-ben

#### Három-felömlős öblítés
Alapjában véve megegyezik a hurkos öblítéssel, azzal a különbséggel hogy a szemközti felömlőcsatornákon kívül egy harmadik is van, a kipufog ablakkal szemben. Az oldalsó felömlők az ebből kilépő gázsugárra támaszkodnak fel és vele együtt öblítik át felfelé haladva a hengert és égésteret. Lényeges még hogy az oldalsó felömlő csatornák vezérlése forgattyúsház felőli belépő nyílásai a dugattyú palástjában kialakított ablakokon keresztül történik. A hurkos öblítés szabadalmának megkerülésére jött létre.
három-felömlős Zündapp motorblokk metszete

#### Réteges öblítő levegő rendszer
Öblítéskor egy külön beömlőcsatornán üzemanyagot és kenőanyagot nem tartalmazó légréteg keletkezik az égéstérben található elégetett üzemanyag és a forgattyúházban lévő friss (üzemanyag-levegő-olaj) keverék között. A plusz beömlőcsatornát a dugattyú nyitja és zárja. A dugattyú, kialakításának köszönhetően, a beömlő csatorna és a felömlő csatorna között átjárhatóságot biztosít és így összenyitva azokat, miközben a felső holtpont felé halad. Így a forgattyúsházban keletkező nyomáscsökkenés a beömlő csatornán keresztül levegőt szív a felömlőcsatornába. Ez a légréteg a forgattyúsházba szívott keverék előtt a haladva szorítja a ki a maradék kipufogógázokat, átöblítve a hengert, egyébként hurkos öblítést valósítva meg. Ez a réteg mérsékli a gázcserekor fellépő, üzemanyagot is tartalmazó öblítési veszteséget, így kevesebb üzemanyag és el nem égett olaj kerül a kipufogó rendszeren keresztül a környezetbe, javulnak az emissziós értékek és csökken az üzemanyag fogyasztás.
2 MIX technológia, Stihl
X-Torq Husqvarna
X-Torg láncfűrész motor

#### Fordított öblítés
A kipufogónyílások a felömlő nyílások felett vannak. Előbb a kipufogó nyílások nyílnak és elkezd kiáramolni a kipufogógáz, majd a felömlő nyílások és azokon keresztül áramlik be a friss keverék. A keverék a henger közepe felé tart majd a hengerfej irányába felfelé és ott megfordulva a hengerfal mentén kinyomja a kipufogógázok maradékát.

#### Szelepvezérelt öblítés
Szelepes vezérlésű töltődugattyús, feltöltős vagy Scuderi-motoroknál nincsenek a henger oldalán rések, a hengerfejben elhelyezkedő szelepek végzik a gázcserét. A munkahengerből a kipufogóütem végén sűrített levegővel öblítik ki az égéstermékeket. Ez a sűrített levegő aztán egy átömlő csatornán keresztül jut a munkahengerbe. A lefelé haladó friss gáztöltet iránya a dugattyúnak ütközve a hengerben megfordul és kiöblíti az égéstermékeket. Az áramlás irányát úgy alakították ki, hogy az minél nagyobb örvénylést hozzon létre az égéstérben. Scuderi-motoroknál a munkahengerből a kipufogóütem végén sűrített levegővel öblítik ki az égéstermékeket, a dugattyú felső holtponti helyzete után áramlik be a másik dugattyú által összesűrített levegő, amikor már az alsó holtpont felé halad.
feltöltéses szelepes motor kétütemű üzemmódban
öblítés szelepekkel Scuderi motornál Archiválva 2016. március 5-i dátummal a Wayback Machine-ben
töltődugattyús kétütemű motor

### Egyenáramú öblítési rendszerek
Ennél a fajta öblítésnél a gázok áramlása csak egy irányba történik, a gáztöltet iránya nem változik. Innen az angol mozaikszó neve is ami az egyirányú gázáramlásra utal: UNIFLOW. Ha a dugattyú közvetlenül csatlakozik a főtengelyhez hajtókarral akkor a forgattyúsház nem vesz részt a gázcserében, a levegőbeömlő nyílásokat a dugattyú palástja zárja el a kartertértől, kivéve az ikerdugattyús konstrukcióknál. A keresztfejes és hajtórudas kialakítású nagy hajómotoroknál a dugattyú alatti tér és a forgattyúsház van elválasztva egymástól.
Típusai:

#### Vegyes vezérlés
Feltöltéses dízel motoroknál alkalmazzák. Kipufogó szelepeket alkalmaznak amelyek a hengerfejben vannak elhelyezve, a felömlőket a dugattyú nyitja és zárja. A felömlők a hengerfej irányába vezetik a friss gáztöltetet amik a kipufogónyíláson kiöblítik a kipufogógázok maradékát, majd a szelep záródása után feltöltik a hengert.
UNIFLOW dízel motor

#### Vegyes vezérlés forgószelepes kialakítással
Feltöltéses motoroknál alkalmazzák. Egy forgószelep a henger tetejére van szerelve vízszintesen, közepében csatornával. A csatornából áramlik a nagy nyomású gáztöltet a hengerbe. A kipufogónyílásokat a dugattyú nyitja és zárja. A forgószelepből érkező friss gáztöltet a henger aljának irányába haladva kinyomja a kipufogógázokat, majd annak záródása után feltöltik a hengert.
forgószelepes FRAYER & HOWARD-féle motor
forgószelepes kompresszoros Lotus-féle motor

#### Ellendugattyús résvezérlés
Egy-egy közös hengerben két dugattyú működik egymással szemben. Az ellendugattyús kétütemű motornál nincsenek szelepek, a vezérlést a dugattyúk végzik. Az egyik dugattyú a beömlő réseket, a másik a kipufogóréseket vezérli. A vezérlés aszimmetrikus, mivel a kipufogást vezérlő dugattyú 15 fokkal előresiet, hogy hosszabb legyen a szabad kipufogás ideje, ezáltal kedvezőbb a henger töltése is, valamint előbb is zárja a kipufogónyílásokat.
ellendugattyús kétütemű

#### Ikerdugattyús résvezérlés
Itt a robbanótér alatt két dugattyú helyezkedik el, külön hajtókarra közös főtengelyen vagy úgynevezett Y-hajtókarral csatlakoztatva, közös forgattyúsházban. Az egyik hengeren a felömlőnyílások, a másikban pedig a kipufogónyílások helyezkednek el. Mivel a munkatér így fordított U alakú, a beömlő friss keverék átöblíti az egész munkateret. Lényege abban áll, hogy a kipufogónyílás előbb nyit, de előbb is zár, megakadályozva a friss gáztöltet távozását a kipufogócsatornán. A keverék szívása a forgattyúsházba történik, a leömlőt az egyik dugattyú vezérli, mindkét dugattyú részt vesz az elősűrítésben, előszívásban.
Puch rendszerű ikerdugattyús motor

#### Schlüpmann-féle hengerfejes résvezérlés
A Niederschöneweide (Berlin) székhelyű német Schlüpmansche Industrie und Handelsgesellschaft GmbH (később Schliha GmbH) tulajdonosa és tervezője, Heinrich Schlüpmann által szabadalmaztatott, az 1924-1933 között gyártott motorkerékpárjaikon alkalmazott vezérlési mód.
A keverék előszívása a forgattyúsházba történik a beömlőnyíláson át, amit a dugattyú nyit és zár, de a hengerfalban nem találhatóak felömlőnyílások és beömlőablakok, csak a kipufogónyílás. Ehelyett az üreges kialakítású dugattyú tetejének közepéből kinyúló – a hengernél fele akkora átmérőjű – csövön keresztül jut az összesűrített gáztöltet a munkahengerbe. A dugattyúcső hengerfej felőli vége zárt, a keverék a cső végén található furatokon jut ki a munkahengerbe. A dugattyúcső a hengerfejben kialakított hüvelyben fut, ez nyitja és zárja a cső beömlő furatait. Az hengerfej hüvelyét és a munkahengert a cső végén található tömítőgyűrűk zárják el. A munkaütem végén a dugattyú nyitja a kipufogó nyílást, majd nyílnak a dugattyú furatai is. A gáztöltet a hengerfej irányába halad, majd a furatokon kijutva iránya megváltozik, mint az ellenáramú öblítésnél, de a dugattyúcső vezeti meg a gázokat és elzárja azokat a kipufogó gázoktól. Ezáltal a friss gázok fordított U alakot írnak le mint az ikerdugattyús vezérlésnél. Lényege hogy az üzemanyag-levegő keverék a dugattyú csőben a kifogógázoktól szeparáltan jut el a hengerfej közelében található beömlő furatokhoz, majd azokat maga előtt tolja ki. Ezáltal a kipufogógázok és a friss gáztöltet keveredése kisebb, a kipufogócsövön kijutó gáztöltet veszteség mértéke is alacsonyabb. Az égéstér szokatlan alakja miatt hengerenként 2 gyújtógyertyát alkalmaztak a megfelelő lángfront képződés elérésére. Hátránya a más résvezérléses megoldásokhoz képest a nagy beépítési térfoga, a hosszú, nagy hengerfej és nehéz dugattyú, valamint a bonyolultabb, költségesebb gyárthatóság.
Schlüpmann-féle vezérlés
a dugattyúcső vége zárt
Schliha hengerfej
Schliha motorblokk
Schliha motorblokk kipufogónyílása

## Vezérlési módok
A munkatér nyitásának és zárásának vezérlése szerint a kétütemű motorok vezérlései:
Szimmetrikus vezérlés
A dugattyú által vezérelt töltetcserével működő kétütemű motorban a beömlő-, kipufogó- és átömlőrések pontosan ugyanannyi fokkal nyílnak az alsó, illetve, a felső holtpont előtt, mint amennyivel utánuk záródnak. Ezért teljesen szimmetrikus vezérlési diagram adódik.

### Résvezérlés
A dugattyú végzi a vezérlést. A dugattyú palástja nyitja és zárja a beömlő-, kipufogó- és átömlőréseket.

### Aszimmetrikus vezérlések
Az aszimmetrikus vezérlés a résvezérlés egy fejlettebb változata. A gázcsere csatornákat továbbra is a dugattyú fedi fel, de a kipufogó- és átömlőrések esetén aszimmetrikus a vezérlés, mivel a terheléstől, fordulatszámtól és a gázlengésektől függ a nyitási, zárási idejük. Az aszimmetrikus vezérlési diagramú kétütemű motorok átömlőcsatornája a kipufogócsatorna után zárható; a hengertöltést a kezdőtöltet tömegtehetetlensége javítja (hasznos utótöltés).

#### Rezgőnyelves vezérlés
A kezdőtöltet bevezetését membránszelep vezérli. A membránszelep a fém szelepházból és az ahhoz rögzített szintetikus gumitömítőből áll. Amikor a dugattyú a felső holtpont felé mozog, akkor a forgattyúházban csökken a nyomás (szívó hatás jön létre), a membránszelepet a kezdőtöltet légköri nyomása kinyitja amikor a légköri nyomás magasabb, mint a forgattyúházban uralkodó nyomás, majd a lefelé mozgó dugattyú nyomása által keltett elősűrítési nyomás és az előfeszített membrán zárja a beömlőcsatornát. Forgattyúsház elősűrítésű feltöltéses motoroknál nem alkalmazható mert a kompresszor nyomása folyamatosan nyitva tartaná.
Két fajtája van:
- Hengermembrános kialakítás: Ennél a vezérlésnél a szelepház a hengerbe nyílik, a dugattyú palástja mozgása közben fedi a beömlő nyílást, így egy nyílást – úgynevezett dugattyú-ablakot – alkalmaznak a dugattyúpaláston hogy a friss keverék hamarabb beáramolhasson.

- kartermembrános' kialakítás: a membrán-szelep közvetlenül a forgattyúsházba nyílik

dugattyú ablak, membrán vezérlés
membrán vezérlés

#### Kipufogó szelepes vezérlés
A kipufogó keresztmetszetét úgynevezett power-szelep vezérli. Alacsony fordulatszámon a szelep leszűkíti a kipufogó-csatorna keresztmetszetét, a dugattyú később nyitja a kipufogó csatornát, ez által biztosítja alacsony fordulatszámon a nyomatékot, míg magas fordulatszámon teljesen kinyit, hamarabb nyílik a kipufogó csatorna hogy a megnövekedett fordulatszámon is tökéletes legyen a hengerben a gázcsere. A motor csúcsteljesítményét nem növeli, növeli viszont a nyomatékrugalmasságát az alacsony fordulatszám tartományban. Ezt a kipufogó oldali vezérlést rendszerint membrán vagy forgótárcsás vezérléssel együtt alkalmazzák.
power szelepes motorblokk
power szelep állásai

#### Forgótárcsás vezérlés
A forgótárcsa egy vékony acéllemez, amelyet a forgattyús tengelyre szerelnek. Horonnyal és retesszel, vagy bordás kötéssel rögzítik a tengelyen való elfordulás ellen. A tárcsa a beömlőcsatorna és a porlasztó között helyezkedik el, alapállapotban a szívócsövet lezárva. A keverék beszívását a tárcsán kialakított kivágás teszi lehetővé – és időzíti pontosan. A forgattyús tengely és így a tárcsa elfordulásával a vezérlőablak a beömlőnyílás elé kerül, így engedélyezi a keverék beszívását. A keverék közvetlenül a forgattyúházba kerül. A csatornát a tárcsa ezután ismét lezárja, megakadályozva a keverék visszaáramlását a szívócsőbe amikor a dugattyú az alsó holtpont felé mozog.
forgótárcsás vezérlés
forgótárcsás vezérlésű motor

#### Forgótolattyús vezérlés
A karburátor és a szívónyílás között egy forgótolattyú vezérli a szívónyílás nyitási zárási idejét.
Előnye hogy a szívónyílást a löket hosszabb szakaszán nyitja. A dugattyú a forgattyús-tengely kb 120 fokos elfordulásáig nyitja a szívónyílást.
Főleg szovjet, szocialista verseny-motorkerékpároknál alkalmazták, lánccal vagy közvetlenül a főtengelyre szerelték.

#### Tengelyszívású vezérlés
A rendszerint egykarú főtengelyben kialakított furat képezi a beömlőnyílást a forgattyúsházba, amely forgó tolattyúként vezérli a szívást.
Modell motoroknál alkalmazzák.
tolattyús főtengely
a beömlőnyílás

#### Ellendugattyús vezérlés
Egy-egy közös hengerben két dugattyú működik egymással szemben. A sűrítőtér a két dugattyú között található, ide porlasztják be az üzemanyagot is. Az ellendugattyús kétütemű motornál nincsenek szelepek, a vezérlést a dugattyúk végzik. Az egyik dugattyú a beömlő réseket, a másik a kipufogóréseket vezérli. A vezérlés aszimmetrikus, mivel a kipufogást vezérlő dugattyú 15 fokkal előresiet, hogy hosszabb legyen a szabad kipufogás ideje, ezáltal kedvezőbb a henger töltése is, valamint előbb is zárja a kipufogónyílásokat.
ellendugattyús kétütemű motor
Napier deltic típusú ellendugattyús kialakítás

#### Ikerdugattyús vezérlés
250cm³-es motoroknál a Puch és a Csepel motorkerékpárgyár is alkalmazta. Forgattyúsház elősűrítésű, keverékolajozású konstrukció. Itt a robbanótér alatt két dugattyú helyezkedik el. Az egyik dugattyú a felömlő nyílásokat, a másik pedig a kipufogónyílásokat vezérli, a leömlőnyílást szintén az egyik dugattyú vezérli. Mivel a munkatér így fordított"U" alakú, a beömlő friss keverék átöblíti az egész munkateret. Lényege abban áll, hogy a kipufogónyílás előbb nyit, de előbb is zár. Ezért aszimmetrikus. Így nem, illetve alig kerül ki friss keverék a kipufogógázba. Ettől alacsonyabb a fogyasztása azaz jobb a hatásfoka. Különlegessége, hogy ehhez a PUCH Y alakú, míg Csepel segéd hajtókart alkalmazott. Az Y alak miatt az egyik dugattyúcsapszegnek vízszintesen csúszkálnia kellett a hajtórúdszemben. Ez a fajta kialakítású motor nem reverzárható.
ikerdugattyús kétütemű motor

### Szelepvezérlés
A négyütemű motorhoz hasonlóan szelepekkel történik a vezérlés. Nincsenek a henger oldalán rések, a hengerfejben elhelyezkedő kipufogó és töltőszelepek végzik a gázcserét a friss gáztöltet a szelepen keresztül érkezik, amit egy feltöltő présel be. Szelepes vezérlésű töltődugattyús, feltöltős motoroknál a szelepek egybenyitásával öblítik át a hengert, ellenáramú öblítéssel. Scuderi-motoroknál a munkahengerből a kipufogóütem végén sűrített levegővel öblítik ki az égéstermékeket, a dugattyú felső holtponti helyzete után áramlik be a másik dugattyú által összesűrített levegő, amikor már az alsó holtpont felé halad.
Scuderi motor animáció Archiválva 2016. március 5-i dátummal a Wayback Machine-ben
feltöltéses szelepes motor négyütemű üzemmódban
feltöltéses szelepes motor kétütemű üzemmódban
szelepes kétütemű motor töltődugattyúval

### Vegyes vezérlések
A gáztöltet csak egy irányba halad a hengerben, a légbeömlő réseket a dugattyú nyitja és zárja, a hengerfejben pedig a kipufogó csatorna nyílását külön szelep vezérli. A gyakorlatban vezérműtengellyel működtetett kipufogószelepeket alkalmaznak, kísérleti jelleggel létezik úgynevezett forgószelepes konstrukció is.

#### Vegyes vezérlés
Kétütemű dízelmotoroknál nincs beömlő nyílás a forgattyúsházba, a Karter tér a négyütemű Otto- és dízelmotorhoz hasonlóan csak kenési feladatot lát el. Rés-és szelepvezérlés is van, vagyis vegyes vezérlésről beszélünk. Ez azt jelenti, hogy a hengerperselyen oldalt kialakított levegőbeömlők és a hengerfejben kipufogószelepek is vannak. Az elősűrítést a főtengely által hajtott kompresszor (roots-fúvó) vagy a kipufogógáz által működtetett turbófeltöltő végzi, ami a levegő táptartályba (légszekrény) vagy előtte egy töltőlevegőhűtőbe, onnan pedig a levegő beömlő nyílásokon (felömlőkön) keresztül a hengerbe vezeti a nagynyomású levegőt. A kipufogószelepek a levegő beömlő rések nyílása előtt nyitnak, így a kipufogógáz nagy része eltávozik az öblítés előtt. Amikor a dugattyú az alsó holtpont közelében nyitja a réseket, elvégzi a maradék kipufogógáz ürítését, majd többi részét a záródott szelepek miatt a dugattyú összesűríti, és a befecskendezéskor megkezdődik az égés.
szelepes vezérlés
szelepes vezérlés kétütemű motor

#### Forgószelepes vegyes vezérlés
Egy forgószelep a henger tetejére van szerelve vízszintesen, közepében csatornával. A csatornából áramlik a nagy nyomású gáztöltet a hengerbe, ami maga előtt tolja a kipufogógázokat. A kipufogónyílásokat a dugattyú nyitja és zárja. A forgószelepből érkező friss gáztöltet a henger aljának irányába haladva kinyomja a kipufogógázokat, majd annak záródása után feltöltik a hengert.
forgószelepes kétütemű motor
forgószelep metszeti ábra

## Keverékképzés
A keverékképzés történhet:
Szívómotoroknál
- karburátorral: az üzemanyag-olaj-levegő keveredése a porlasztóban megy végbe és a dugattyú már ezt szívja be a forgattyúsházba.

- indirekt befecskendezéssel: az üzemanyag forgattyúsházba juttatását befecskendező (injektor) végzi. Az injektor a beömlő nyíláson van elhelyezve. A dugattyú csak levegőt szív be. Ennél a kialakításnál többnyire adagolószivattyús olajozást alkalmaznak. Alkalmazása elterjedőben van a környezetvédelmi normák miatt.

- közvetlen befecskendezéssel: A befecskendező a hengerfejben vagy a henger oldalán található furatban van elhelyezve, belső keverékképzés jön létre. A dugattyú csak levegőt szív be, majd ez a munkaütemek során a hengerbe jut ahol a kipufogó csatorna zárása után történik meg az üzemanyag befecskendezése közvetlenül a hengerbe, mialatt a dugattyú már felfelé halad. olajozása adagolószivattyúval történik. Előnye hogy ezzel megakadályozható az üzemanyag környezetbe jutása, csökken a fogyasztás. Ezt a kialakítást többnyire csónakmotoroknál alkalmazzák.

közvetlen befecskendezés
- Létezik az indirekt és a direkt befecskendezés együttes alkalmazása is, amikor a hengerfejben és a forgattyúsháznál is található befecskendező.

Feltöltéses motoroknál
- karburátorral: Ebben az esetben a karburátor a kompresszor előtt vagy után is felszerelhető, a rendszer itt is a forgattyúsházra illeszkedik.

- közvetlen befecskendezéssel: Kétütemű dízelmotoroknál alkalmazzák, belső keverékképzésű, tehát diesel-ciklus jön létre. Egy porlasztó-fúvókán keresztül fecskendezzük be nagy nyomással a gázolajat a komprimált, tehát nagy nyomású és magas hőmérsékletű levegőbe. A kompresszor vagy turbófeltöltő végzi a levegő bejuttatását a hengerbe.

## Kipufogó rendszer
A kétütemű motorok esetében gyakran speciális kipufogókat alkalmaznak amelyek kialakításuk miatt segítenek a gázlengések szabályozásában, a töltéscserében. Az öblítés lengés jellegű folyamat. Ezért a kipufogóvezeték a hangtompítóval és a szívóvezeték a légszűrővel egymáshoz pontosan össze van hangolva. Meg nem engedett módosítások esetén a motor károsodhat, teljesítménye csökkenhet, a károsanyag kibocsátása megnőhet, a megengedett zajszint átlépése esetén a környezetet is zavarhatja.
Egyenáramú vezérlésű kétütemű motoroknál a kipufogócsatorna kialakítása a négyütemű motoréhoz hasonló, nincs szükség rezonátor kipufogóra, mivel a kipufogónyílás előbb nyit de előbb is zár mint a felömlőnyílások, így csökkentve az átöblítés során a töltési veszteséget.

### A rezonátor kipufogó
A rezonátor kipufogó gyakorlatilag nem más, mint egy speciális kialakítású, alakú, a kipufogógázban erőteljes gázlengéseket okozó rezonancia kamra, melynek átmérője és hossza pontos számításokkal méretezve van, mégpedig úgy, hogy a benne állandó nyomáson álló gáz és a rezonátor saját frekvenciája pontosan megegyezzen az adott fordulaton a motorból kiérkező gáz lengésszámával. A kamra táguló részében keletkező negatív nyomáshullám miatt szívó hatás jön létre, amely elősegíti a kipufogógáz kiáramlását a hengerből, a kamra szűkülő része pedig visszatükrözi ezt a nyomáshullámot. Az így létrejövő és megfelelően időzített pozitív nyomáshullám kényszeríti az üzemanyag-levegő keveréket (töltésgázokat) vissza a hengerbe, ezzel a hengert ismét "feltölti". Hátránya hogy csak bizonyos szűk fordulatszám tartományban és közvetlen környékén működik, az alatt illetve felett nem.
rezonátor kipufogócső
Részei:
- Könyökcső:

Feladata a motor hengeréből kiáramló kipufogógáz szűkítése egy csővezetékbe, valamint a hengerekben keletkező nagy hő elvitele, zajcsökkentés.
- Diffúzor:

A rezonancia kamra kiszélesedő része, az áramlás irányában fokozatosan bővülő keresztmetszetű csőszakasz. A hirtelen térfogat növekedés miatt a gáz sebessége csökken, nyomása megnő, ez a henger felé a kiáramló gázokra szívóhullámként hat, vagyis a gáz elkezdi kiszívni maga után a még hengerben lévő maradékot, gyorsul a gázcsere folyamata. Ennek során a friss keverék egy része is kiszívódik a hengerből a kipufogóba.
- "Has":

A diffúzor és a konfúzor közötti átmeneti szakasz, itt a gázok csak tovább hűlnek.
- Konfúzor:

Szűkülő jellegéből adódóan a szívó hullám megtorpan, a gáz sebessége megnő, nyomása csökken és így egy ellentétes nyomáshullám indul el, ami a friss keverék egy részét visszanyomja az égéstérbe, ezáltal jobban feltöltve azt és megakadályozza a további friss keverék kipufogóba áramlását. (hasonlóan, mint a 4 ütemű motorok kipufogószelepének zárásánál történik). Ezt a visszafelé ható gázhullámot úgy kell időzíteni, hogy lehetőleg csak a töltésgázokat (üzemanyag-levegő keveréket) kényszerítse visszaáramlásra, a kipufogó gázokat már ne. Továbbá úgy, hogy a hengerben a kipufogónyílás még nyitva legyen, de a felömlők már zárva.
- Végcső:

A végcső a hangtompítóba csatlakozik, keresztmetszete mindig kisebb mint a könyökcsőé. Elsődleges feladata a légkörinél nagyobb rendszernyomást fenntartani a rezonátor belsejében, valamint megakadályozni, hogy örvényessé váljon a diffúzorban az áramlás.
- Dob vagy hangtompító:

A hangtompító feladata a kipufogási zaj csillapítása, amely a következő módokon lehetséges: rezonanciával, elnyeletéssel, ellenfázisú hullámmal. Az első megoldásnál a kipufogó dob belső tere eltérő méretű kamrákra van felosztva, amelyek csövekkel állnak egymással kapcsolatban. A kamrák és csövek kombinációja olyan üreg, vagy más néven Helmholtz rezonátorokat eredményez, amelyek mindegyike egy bizonyos hangmagasságú hangot tompít.
Kipufogó ("Power") szelep
A power szelep a nevével ellentétben nem növeli a motor teljesítményét. A power szelep feladata kétféle lehet:
-A kipufogó csatorna keresztmetszetének változtatása a fordulatszám függvényében. Alacsony fordulatszámon a szelep leszűkíti a kipufogó-csatorna keresztmetszetét, úgyhogy a kipufogó-csatorna később nyit, ezáltal több ideig tart a munkaütem. Ezáltal biztosítja alacsony fordulatszámon a nyomatékot, míg magas fordulatszámon teljesen kinyit, hogy a megnövekedett fordulatszámon is megfelelő legyen a hengerben a gázcsere. Többnyire két állása van: alacsony és magas fordulatszámon használt, ezért a két állás közti átmenet turbólyukhoz hasonló.
power szelep
power szelep működése
power szelep ábra
Néhány gyártó által használt megoldás elnevezése:
- Aprilia RAVE (Rotax)  Archiválva 2013. október 19-i dátummal a Wayback Machine-ben

- Ski-doo RAVE (Rotax)  Archiválva 2013. október 19-i dátummal a Wayback Machine-ben

- Yamaha YPVS (Yamaha Power Valve System)

- Honda RC

- Cagiva CTS [halott link]

- Suzuki AETC (Automatic Exhaust Timing Control)

-A másik alkalmazott típus egy úgynevezett kamrás power. A kipufogónyílás egy kis kamrába nyílik amit egy kipufogószelep nyit és zár ezzel megnövelve a kiáramló gáz és a visszatérő nyomáshullám útját alsó tartományokban. Magas fordulaton viszont bezér hogy ezzel biztosítsa a rövidebb utat és nagyobb teljesítményt.
Néhány gyártó által használt megoldás elnevezése:
- Honda ATAC (Automatic Torque Amplification Chamber)

- Kawasaki Kips (Kawasaki Integrated Powervale System)

- Suzuki SAEC

- Gilera APTS

## Olajozási rendszerek, a kétütemű motor kenése
A kétütemű forgattyúsház elősűrítésű résvezérelt motorok olajozása fejletlenebb, rosszabb hatásfokú mint a négyütemű motoroké, általánosságban elmondható hogy az üzemanyaggal keveredve kerül a kenendő helyekre, ami egyszerűségét tekintve előny, hatásosságát tekintve hátrány is egyben. Az olaj-üzemanyag keverék által biztosított kenés nem mérhető össze a négyütemű motorok kenési megoldásaival, ezért aztán a kétütemű motor várható élettartama is rövidebb. Az kétütemű motorolajjal szemben támasztott követelmények magasak, hiszen a szabadba jutva terheli a környezetet, a motor belső alkatrészein olajkoksz, kátrány, korom réteget képezhet, a gyertyára rakódva zárlatot okozhat. Kétütemű motoroknál is egyre gyakoribb, hogy katalizátort építenek a kipufogórendszerbe, amely a kedvezőbb emissziós értéket szolgálja. Az ilyen járművekhez csak szintetikus alapolajból készült alacsony hamutartalmú motorolaj használható. A segédfeltöltővel (pl kipufogógáz és/vagy mechanikus kompresszor) működő vegyes- vagy résvezérelt motorok kenése a forgattyúsházban alapvetően megegyezik a négyütemű motorokéval, a dugattyú és henger kenése a vezérlőrések miatt itt is olajveszteséggel jár az öblítés során. Ugyanakkor a keverékolajozású rendszerekkel eltérően, a motorolajjal szemben támasztott követelmények a négyütemű motoréval közel azonosak.
Veszteséges olajozási rendszerek
A kenőolaj folyamatosan cserélődik úgymond veszteséges kenéssel működik, ezért az olaj öregedéssel, hővel, hőmérséklettel, vízzel, nyomással szembeni ellenálló képességének itt nincs akkora jelentősége, a kétütemű motorolajokat színezik, annak érdekében, hogy jelenlétük az előkevert üzemanyagban azonosítható legyen. Lehet piros, kék és zöld színű. Kopásgátló adalékokat és viszkózusabb olajkomponenseket is kell, hogy tartalmazzanak a kétütemű motorolajok. A kétütemű benzinmotorok kenése – veszteséges jellege miatt – jól megoldható környezetkímélőbb bioolajokkal, amelyek jellemzően növényi olaj (pl. ricinus) vagy szintetikus bázisúak. Lebomlóképességük 90% feletti szemben az ásványi-olaj bázisúak 20-25%-os lebomlási értékével. 
- Előkevert keverékolajozás

Mivel a motor a forgattyúházban elősűríti a kezdőtöltetet, így ott olaj nem tárolható, ezért sok kétütemű motor keverékkenésű, vagyis a kenőolajat a tüzelőanyagba keverik, azzal együtt jut a motorba. Ennek hátránya, hogy motorfékezésnél, hirtelen gázelvételnél nem jut a fordulatszámnak megfelelő mennyiségű keverék a motorba és nem lesz kielégítő a kenés, mivel a fojtószelep illetve a tűszelep állása nincs szinkronban a fordulatszámmal, terheléssel. Az adagolt olaj mennyisége a gázállástól függ. Az olaj és az üzemanyag aránya mindig ugyanakkora, általában 1:20 és 1:50 közötti aránnyal, ezért például alacsony fordulaton viszonylag nagy mennyiségű kétütemű motorolaj-többlet kerül a hengerbe, amely a kenésben valójában nem is vesz részt, de elégve lerakódásokat, olajkoksz réteget képezhet az égéstérben és a kipufogórendszerben, ami csökkenti a teljesítményt. Ezekkel a motorokkal nem ajánlatos használni a motorféket, megoldásként szabadonfutót is alkalmaznak. Ez a szerkezet azt eredményezi, hogy a motor képes hajtani a kerekeket, azonban a kerekek nem képesek a motort forgatni; hasonlóan ahhoz, amikor kerékpározás közben nem pedálozunk – a kerék forog, viszont a pedál nem. Így tehát nem lehet motorféket használni, mert gázelvételnél a jármű egyszerűen szabadon fut. Sokan azt hiszik, hogy a szabadonfutó a tengelykapcsolót oldja, azonban ez téves megállapítás. A szabadonfutó a tengelykapcsolóval nem áll kapcsolatban.
- Hozzákeveréses

A tartály és az égéstér között felhasználás közben keverjük a kétütemű motorolajat az üzemanyaghoz. A kenőolaj és az üzemanyag külön tartályban kap helyet.
- Különolajozási rendszerek

Az adagolószivattyút a főtengely forgatja. Mivel az adagolt mennyiség a motor fordulatszámától és a fojtószelep állásától (gázállástól) is függ, az olajhányad a fordulatszám és a terhelés függvénye. Keverékolajozású Kétütemű dízelmotoroknál viszont, mivel a beszívott levegő mennyisége közel állandó és független a fordulatszámtól, a szállított olajmennyiség csak terhelés (befecskendezett üzemanyag) függő. Előnye hogy az olajozás minden fordulatszám tartományban kielégítő, magas fordulatszámon 1:20-25, részterhelésen akár 1:100 arányú is lehet, ami már elég tiszta üzemet jelent az üzemanyaggal előkevert rendszerekhez képest. Lehetséges továbbá a motorfék üzem, hátránya hogy meghibásodás vagy az olajtartály kiürülése esetén a motor besülhet, azaz a dugattyú megszorulhat a hengerben.
- Adagolószivattyús, indirekt keverékolajozás
Az olajtartályból adagolószivattyú szállítja a kenőolajat a karburátorba és abban vagy a fő fúvóka előtt a tüzelőanyaghoz keveri vagy egyenesen a szívócsőbe, ahol az olajat a motorba jutó légáram juttatja a kenendő helyekre. A kenőanyag ez esetben is véletlenszerűen keni az alkatrészeket, az olaj egy része ezáltal is veszendőbe megy és a felömlőkön keresztül a hengerbe távozik, anélkül hogy kenési feladatát ellátná.
kétütemű adagolószivattyús kenési rendszer
- Adagolószivattyús, direkt keverékolajozás
A pumpa egyenesen a főcsapágyakhoz juttatja az olajat, teljesen zárt olajozási rendszert tesz lehetővé.
A kenőolaj furatokon jut el a főtengely- és hajtórúdcsapágyakhoz, hasonlóan a négyütemű motorokhoz.
Az olajszivattyú a csapágyak külső szélén elhelyezett furatokon át jut be és olajozza a főtengelycsapágyakat, majd a főtengely furatán és az átfúrt hajtórúdon annak alsó és felső tűgörgőihez.
A dugattyú és a hengerfal kenését a hengeren lévő furatokon eljutó olaj végzi.
Az olaj ezután a csapágyakból kinyomódik a forgattyúsházba, majd a hengerbe jut.
Az olaj így közvetlenül kerül a kenendő helyekre, veszteség nélkül.
Példaképp ilyen rendszerű a Bimota utcai 500 V2 típusú motorkonstrukciója, amelynél 1:230-as legalacsonyabb részterhelési és 1:170-es teljes terheléses keverék arányt értek el.
Bimota 500 V2 motorblokk
kétütemű kenési rendszerek Archiválva 2012. június 22-i dátummal a Wayback Machine-ben
- Kombinált olajozás

A hajtókar csapágya, a csapszeg, a dugattyú és a hengerfal keverékolajozással van kenve, a főtengely csapágyai viszont a váltómű és a tengelykapcsoló kenését is ellátó motorolajjal. A főtengely-csapágy szimeringeket ebben az esetben a forgattyúsház belső falán helyezték el hogy ne jusson hajtóműolaj a forgattyúsházba. Voltak olyan megoldások ahol csak a kuplung oldali csapágy volt kenve a generátor oldali szokványos keverékkenést kapott, illetve a generátor oldali csapágyat kétoldalon szimeringezték és külön furaton át kapott olajat a váltóházból.
a főtengely szimeringek a belső oldalra kerültek
Szóró/nyomó olajozás
Külön feltöltővel és levegőtáptartállyal rendelkező konstrukciók esetén a négyütemű motorokéval megegyező kenőrendszer, Szóró/nyomó olajozás alkalmazható és ehhez mérten olajszivattyúra, olajszűrökre is szükség van, a kenőolajok tulajdonságainak is ehhez mértnek kell lenniük. A keresztfejes hajómotoroknál a munkahengerbe is jut hajtóműolaj, ahol elég.
- Hajtókaros kétütemű feltöltős motoroknál:

a négyütemű kenési rendszerrel megegyező nedves- vagy száraz-karteres olajozás is alkalmazható, (kivéve ha a feltöltőt a forgattyúsházra kapcsolják). Jellemzően ilyenek például a Detroit Diesel gyártmányai.
Detroit diesel
- Keresztfejes kialakítású dízelmotoroknál:

a hengert és a hengerfalat speciális hengerolajjal kenik ami a működés során a felömlőkön a hengerbe jut és ott elég.
A munkahengertől elválasztott forgattyúsházban szóró vagy nyomóolajozást lehet alkalmazni.
keresztfejes kétütemű hajómotor

A kétütemű csónakmotorok speciális jellemzői
A kétütemű csónakmotorok folyamatosan egy túlhűtött közegben üzemelnek, ami elősegíti az olaj és adaléklerakódások felhalmozódását. Ezek a lerakódások a nagy terheléssel járó üzemeltetés során korai gyújtást, gyűrűbesülést és hasonlókat okozhatnak. Esetükben tehát a lerakódások kialakulásának megakadályozása sokkal fontosabb, mint egy léghűtéses 2T motor esetében. A 2T csónakmotorokba szánt kenőolajok úgy tudnak megfelelni ezeknek a kihívásoknak, hogy nem tartalmaznak hamuképző adalékokat. Emiatt a speciális elvárás miatt, egy másfajta 2T motorokba való olaj nem is használható csónakmotorokhoz. További követelmény lehet ezekkel az olajokkal szemben a biodegradálhatóság. Erre sok esetben az a megoldás, hogy növényi olajat, vagy szintetikus észter bázisú olajat használnak. Egy növényi olaj stabilitása elégtelen volna egy négyütemű motorhoz, de a 2T motorok kenésének veszteséges jellege miatt ennek itt nincs jelentősége.

## Hűtés
A motort közvetlenül levegővel vagy víz, illetve folyadék közvetítésével hűtjük, tehát a motor lehet léghűtésű vagy folyadékhűtésű.
Léghűtés
A henger és a hengerfej hűtőbordákkal van ellátva.
- szabad áramlású "menetszél" hűtés:

A henger és a hengerfej kívülről bordázott. A hőátadó felületet azért kell növelni, mert a levegő hővezető képessége rosszabb, mint a pl a vízé. A bordákat gyakran feketére festik a jobb hősugárzási képesség miatt.
A motor szabadon érintkezik a levegővel, a jármű haladása közben fellépő levegőáramlás hűtőhatása megfelelő.
léghűtéses motor
- Kényszerléghűtés:

Ha a motor burkolt, pl. robogók, autók esetében, akkor a motor által hajtott ventilátorral hajtjuk a levegőt a hengerre. A ventilátor a levegőt a motort körülvevő lemezköpenyen és terelőlemezeken keresztül nyomja a hengerhez.
Kisebb felületű hűtőbordák alkalmazhatók, a blokk kompaktabb, könnyebb.
kényszerléghűtéses motor
A levegőhűtés szerkezete egyszerű, karbantartási igénye csekély. A léghűtéses motor nagy előnye, hogy indítás után hamar eléri az üzemi hőmérsékletet. Hátránya hogy zajosabb a lazább illesztésű alkatrészek miatt.
Folyadékhűtés
A hűtőrendszer tiszta vízzel vagy vízzel kevert fagyálló folyadékkal van feltöltve. A hengereket és a hengerfejben kialakított égésteret vízköpeny veszi körül, amelyet a hűtővel tömlők kapcsolnak össze. A folyadékot a motor és a hűtő között szivattyú áramoltatja. A motor és a hűtő között elhelyezett termosztát a hűtővíz hőmérsékletét szabályozza.
vízhűtéses motor
Előnye hogy csendesebb, a hőmérséklet stabilabb.
Hátránya hogy nehezebb, bonyolultabb, nagyobb a meghibásodási veszély.
Kombinált hűtőrendszerek
Lég-olaj hűtési rendszer forgattyúsház előszívású keverékkenésű kétütemű motoroknál nem alkalmazható mert az olaj nem külön rendszerben kering hanem az üzemanyaghoz keverve, adagolva. Ez a fajta megoldás csak nyomóolajozású feltöltéses motoroknál használható. Ebben az esetben olajhűtőt lehet alkalmazni, a keringetést olajszivattyú végzi.
Töltőlevegő hűtő (Intercooler)
A feltöltéses kétütemű dízel motoroknál gyakran alkalmazzák a feltöltő után, mivel a nagy nyomású sűrített levegő hőmérséklete magas, térfogata nagyobb így csökkenne a feltöltés hatásfoka és a teljesítmény.
töltőlevegő hűtés
töltőlevegő hűtő

## Típusai

### Szívó motorok
Forgattyúsház elősűrítésű kialakítás
Ez a megoldás az általános személygépkocsik, motorkerékpárok és kis munkagépekben, modellmotoroknál, hómobiloknál, de a csónakmotoroknál is. Jellemzően 50 és 750 cm3 közötti 1-3 hengeres kivitelben. Az ennél nagyobb hengerúrtartalmú karteres motorok a régi izzófejes motorok voltak. A négyütemű motorokhoz képest a leglényegesebb eltérés hogy a forgattyúsházba történik az üzemanyag szívása és a keverék elősűrítése. A forgattyúsházat (karterteret) a lehető legkisebbre méretezik mivel az űrtartalma így is nagyobb mint a hengeré, (általánosan háromszorosa) így kedvezőtlenebbek a szívási tulajdonságok. Ezért úgynevezett "tömör tárcsás" főtengelyt alkalmaznak, ami a lehető legjobban kitölti a forgattyúsház térfogatát. Az elősűrítés végén a nyomás (teljes terhelésen) körülbelül 1 – 1,5 bar között van. Ennél a kialakításnál nincs olajlehúzó gyűrű. Nem csúszócsapágyakat, hanem tűgörgős- golyóscsapágyakat használnak, mivel nincs olajnyomás, a csapágyak az üzemanyaggal keveredő, szórt olajpermetet kapnak. Ez a kialakítás a gyakorlatban kizárólag a résvezérlés valamely formáját alkalmazza.
hajtókaros kialakítású motor
Lépcsős dugattyús kialakítás
Két soros elrendezésű dugattyú van amelyek felváltva járnak, amikor az egyik a felső holtponton van a szomszédos pár az alsón van. Az egyik henger tölti a másikat. A dugattyú lépcsős kialakítású, a palástja hosszú és az alsó része 90 fokban kiszélesedik, és egy másik nagyobb átmérőjű hengerbe illeszkedik ami a felső henger alatt van. Olyan mintha egy hosszú palástú dugattyút ráhelyeznének egy nagyobb átmérőjű dugattyú tetejére. A dugattyú felső és alsó részén egyaránt vannak tömítőgyűrűk az alsó részen pedig olajlehúzó gyűrű is van. A felső részében zajlik a munkaütem és az átöblítés, az alsóban a szívás és a másik henger töltése. A felső hengeren kipufogónyílás található és egy felömlő nyílás ami a szomszédos hengerből vezetődik át. Ezeket a dugattyú nyitja és zárja. Az alsó henger végzi a szívást az alsó nagyobb átmérőjű dugattyú peremével amikor lefelé halad az alsó holtpont irányába, majd felfelé haladva átnyomja a gáztöltetet a szomszédos hengerbe.
A forgattyúsház és az alsó nagyobb átmérőjű dugattyú rész kenése szóró/nyomó olajozást kaphat, olajlehúzó gyűrű is van. A dugattyú felső kisebb átmérőjű része és a henger amiben jár viszont keverékolajozást kap.
lépcsős dugattyús kialakítás
"kalapos" kialakítású dugattyús kétütemű motor
JJ2S-féle konstrukció
Ennél a kialakításnál a dugattyú tulajdonképpen meg van fordítva, a dugattyúpalást a hengerfej irányába néz. A dugattyú palástjának vége pedig 90°-ban elhajlik egyfajta karimát formálva mely a dugattyúpalásttal egy külön szívókamrát zár le a hengerfejben. A dugattyú karimájának alternáló mozgása változtatja a szívókamra térfogatát amit egy membránszelep zár és nyit.
A szívókamrából a lefelé haladó dugattyú a dugattyú palástján és a hengerfalon található gázcsere nyílásokon egybenyílásakor jut a munkahengerbe ahol hurkos öblítés történik, ez a folyamat megegyezik egy hagyományos kétütemű motor gázcseréjével.
A konstrukció előnye hogy a forgattyúsházban szóró- vagy nyomóolajozás alkalmazható, kevés a mozgó alkatrész.
Elsősorban repülőgép modelleknél alkalmazható.
JJ2S motor metszete
a motor részei
A motor munkafázisai:
A. szívás
szívás ütem
B. sűrítés
sűrítés
C. terjeszkedés
terjeszkedés
D. kipufogás
kipufogás
Bourke motor
A Russel Bourke konstruktőr által az 1920-as években megtervezett motor előnye a négyütemű motoréval megegyező olajozás a forgattyúsházban, valamint a hajtókar, keresztfej elhagyása miatti kompakt építés.
Hajtókar tehát nincs, a motor mindkét dugattyúja közvetlenül hajtórúdhoz csatlakozik egy Scotch-yoke mechanizmusnak nevezett szerkezettel adják át az erőt a főtengelyre és alakítja azt forgómozgássá. A dugattyúk egymással szemben helyezkednek el mint egy boxer motor esetében viszont egymástól ellentétes irányba mozognak és a hengerekben ellentétes ütem zajlik.
Létezik szeleppel ellátott tehát egyenáramú öblítésű és vegyes vezérlésű kivitel és szelep nélküli hurkos öblítésű résvezérelt kivitel is.
A forgattyúsház a töltéscserében nem vesz részt így itt a keverékolajozás elhagyható, szóró- illetve nyomóolajozás alkalmazható, a hajtórúd tömítése akadályozza meg hogy égésgázok kerüljenek a forgattyúsházba.
A dugattyú az alatta található kamrába szívja a friss gáztöltetet itt történik az elősűrítés is, majd a felömlő nyílásokon át jut a munkahengerbe a friss gáztöltet. A kipufogógáz a kipufogószelepeken vagy a kipufogónyíláson át távozik. A motor közvetlen befecskendezést alkalmaz és gyújtószikra helyett kompressziógyújtást alkalmaztak.
egyenáramú rendszerű Bourke motor
hurkos öblítésű Bourke motor
résvezérelt kétütemű Bourke motor

### Feltöltős motorok
A feltöltéses motorok többsége hajtókaros kialakításúak, de vannak keresztfejes kialakítású hajómotorok, a gyakorlatban ez az elterjedtebb.
A Feltöltést módja történhet:
Segédhengeres feltöltés
A munkahenger mellett van egy töltőhenger, amelynek dugattyúja a főtengelyre hajtókarral kapcsolódik, vagy külön tengelyen van és a két tengelyt összekötik. A kompresszor henger dugattyúja végzi a szívást és elősűrítést a töltőhengerben vagy a forgattyúsházban, az átömlőcsatornán (amit szelepek zárnak, nyitnak vagy a dugattyú) át a kipufogógázok eltávolítását és a munkahenger feltöltését. A munkavégzés és a kipufogás a munkahengerben történik vagy a kartertér előszívását és elősűrítését növeli.
segéd töltődugattyú a forgattyúsház sűrítésének fokozására
Töltődugattyúval
Hajtórúddal a forgattyús tengelyre csatlakozó töltődugattyú a forgattyúsházban növeli a beszívott benzin-levegőkeverék mennyiségét.Tulajdonképpen a motor hengerűrtartalmát növeli meg anélkül hogy a plusz hengerben égésfolyamat zajlana. A DKW gyár versenymotorjai 250 cm3-es munkahengerrel, de 500cm3 es töltődugattyúval így a valóságban közel 750cm3-es motoroknak feleltek meg.
Lépcsős dugattyúval
A dugattyú alsó kiszélesített szoknyája töltődugattyú szerepét kívánta betölteni. A forgattyúsházba így több benzin-levegő keveréket lehetett beszívni.
A dugattyúpalás lépcsős kialakítása miatt a henger maga is lépcsős volt, kétféle átmérővel. A dugattyú kenése továbbra is keverékolajozással történik.

A gázcsere vezérlés történhet:
- szelepekkel:

Ebben az esetben az átömlőcsatornán szelepeken keresztül valósul meg a munkahenger feltöltése és a kipufogógázok eltávolítása.
A munkahengernél a kipufogószelep előbb nyit majd nyílik a töltőszelep. Ekkor mindkét szelep nyitva van és folyik az átöblítés a töltőhengerből a munkahengerbe, majd a kipufogószelep zárul majd a töltőszelep is zárul és a felfelé haladó dugattyú elvégzi a sűrítést. A töltőhenger membrán szelepeken át végzi a szívást és az átöblítést a munkahengerbe. A töltőhenger űrtartalma megegyezik a munkahengerével. A két dugattyú felváltva mozog.
szelepes vezérlésű átöblítés
- résvezérléssel:

A kompresszor dugattyúja a töltőhengerbe vagy a forgattyúsházba szívja a keveréket és az a felömlőréseken keresztül jut a munkahengerbe, a kipufogógázok a henger falán lévő kipufogónyíláson át távoznak. A munkahenger kialakítása lehet ellenáramú öblítéses illetve ikerdugattyús kialakítású. A kompresszor henger űrtartalma gyakran kétszer akkora mint a munkahengeré. Ezt a megoldást a motorsportban alkalmazták a versenyszabályok kijátszásárra.
töltődugattyús két főtengelyes motor
töltődugattyús közös tengelyes motor
Scuderi motor
- szívó kialakítású:

a négy ütemet megosztották a két együttműködő dugattyú között. A szívóhenger biztosítja a szívást és a sűrítést, a munkahengerben játszódik le az égés és a kipufogás. A két hengerben a megfelelő ütemek egyidejűek, így az egész égésfolyamat egy főtengelyfordulat alatt lejátszódik. A Scuderi-motorba közvetlenül fecskendezik be a tüzelőanyagot az égéstérbe; legyen az benzin vagy gázolaj. Az első dugattyú csak a levegőt sűríti, a kifelé nyíló szelepeknek köszönhetően a dugattyú egészen megközelítheti a hengerfejet. A szívóhengerben a szelepek visszatérítésükről az összenyomott levegő gondoskodik, mintegy pneumatikus szeleprugóként. Mivel ebben a hengerben nincs tüzelőanyag, így nem kell tartani a detonációs égéstől, a kopogástól sem. Ebben a hengerben 75:1 kompresszióviszony is megvalósítható, 50-65 bar nyomást lehet előállítani. A turbófeltöltős motornál a végnyomás a 110-130 bart is elérheti. Ez a sűrített levegő aztán egy összekötő csatornán keresztül, amely egyúttal köztes hűtőként is szolgál jut a munkahengerbe. A dugattyúk kis fáziseltéréssel együtt mozognak. A szívó dugattyú valamivel előbb éri el a holtponti helyzeteket, a munkahengerből a kipufogóütem végén sűrített levegővel öblítik ki az égéstermékeket. Az égéstérbe a dugattyú felső holtponti helyzete után áramlik be a másik dugattyú által összesűrített levegő. Az áramlás irányát úgy alakították ki, hogy az minél nagyobb örvénylést hozzon létre az égéstérben, így a keverékben a lángfront terjedési sebessége duplája a hagyományosnak. A gyújtást felső holtpont után 15 főtengelyfokra időzíthették.
Scuderi motor animáció Archiválva 2016. március 5-i dátummal a Wayback Machine-ben
Scuderi motor ábra
- feltöltős kialakítású:

A motorhoz egy turbófeltöltőt csatlakoztatnak. A két henger közötti összekötő vezetékhez kapcsolnak még egy levegőtartályt, amelyet motorféküzemben a sűrítést végző dugattyú megtölt levegővel. Motorfékezésnél a munkahenger inaktív, nincs üzemanyag befecskendezés és gyújtás. Normál üzemnél a sűrítő dugattyú több levegőt pumpál, mint amennyire a munkahengernek szüksége van. A felesleget elraktározzák a levegőtartályban, majd a szívóhenger inaktív lesz, amint megtelik a tartály. Ekkortól kezdve a motor a tartályban lévő sűrített levegővel üzemel. Így a töltőhenger mozgatásához, mivel ekkor nem az szolgáltatja a sűrített levegőt, minimális energiára van szükség. Teljes terhelésnél a sűrítő dugattyú inaktív, a munkahenger a tartályból jut sűrített levegőhöz, így a motor nem használ energiát a levegő összenyomására. Kipufogásnál a kipufogógáz kinetikai energiájának részleges visszanyerésére is van mód. A sűrítést végző hengerbe már eleve sűrített levegő jut, így a kompresszió-végnyomás akár a 110-130 bar-t is elérheti, amit különösen stabil motorok esetén lehet jól optimalizálni.
turbófeltöltős Scuderi motor levegőtartállyal
Scuderi motor normál üzemben
Scuderi motor légtartályos üzemben
Mechanikus feltöltővel
A főtengelyről áttételen keresztül hajtott mechanikus feltöltővel (csavarkompresszor, Roots-fúvó, lapátkerekes feltöltő, csigaházas feltöltő) történik a levegő vagy a levegő-üzemanyag keverék bejuttatása a motorba.
A feltöltés történhet:
- a forgattyúsházba: A kompresszor a forgattyúsházra van kapcsolva. ebben az esetben veszteséges keverékolajozás valósul meg többnyire adagolószivattyúval.

- a levegő táptartályba (receiver): kétütemű dízel motoroknál a feltöltő felömlők által a hengerbe csatlakozó légtartályba juttatja a nagy nyomású levegőt gyakran töltőlevegő hűtő közbeiktatásával.

kompresszoros diesel kétütemű motor
- szelepen át: a feltöltő a hengerfejben lévő töltőszelepeken át tölti fel a hengert. A kipufogógázok szintén a hengerfejben lévő kipufogó szelepeken át távoznak a hengerből.

szelepes feltöltésű kétütemű motor
- forgószelepen át: a hengerfejben elhelyezett forgószelepen át történik a henger feltöltése. A kipufogógázok a henger falán lévő nyílásokon távoznak.

forgószelepes feltöltés
Kipufogógáz-turbófeltöltővel
A feltöltőt a nagy nyomásó kipufogógázok hajtják.
A feltöltés a fent említett módokhoz hasonlóan történhet a forgattyúsházba vagy közvetlenül a hengerbe (táptartályba).
A különféle vezérlések gázlengéseinek eltérései miatt viszont fontos szempont a turbófeltöltő elhelyezésének módja:
- A kipufogórendszer leömlőjére (kipufogócsonkra) szerelt turbófeltöltő:

Vegyes vezérlésű vagy ellendugattyús kialakítású egyenáramú öblítésű motoroknál, vagy ellenáramú szelepvezérlésű konstrukciónál használható, itt lehetőség van arra hogy mechanikus feltöltő (fúvó) soros, párhuzamos alkalmazása esetén a forgattyúsház ne vegyen részt a töltéscserében.
turbófeltöltő alkalmazása dízelmotornál
- Rezonancia kamra után szerelt turbófeltöltő:

Az ellenáramú öblítéses résvezérelt kétütemű motornál a rezonancia kamrás kipufogórendszer ellenirányú nyomáshullámai beleütköznének az ellenkező irányba forgó feltöltő lapátjaiba. A rezonanciakamra hiányában viszont a hosszabb ideig nyitott kipufogó oldal végett a töltéscsereveszteség nagymértékű lenne, ami rontja a turbófeltöltés hatásfokát is. Ezért, ebben az esetben a turbófeltöltőt a rezonanciakamra végcsőjére szerelik fel. Ez a kialakítás teljesítménynövelésnél (tuning) szokásos eljárás, ahol forgattyúsház elősűrítésű kétütemű szívó motorokat alakítanak át, a veszteséges (keverék) olajozás miatt a turbófeltöltő nyomóága a forgattyúsházba csatlakozik.
turbófeltöltéses résvezérelt motor tuningjaként
Nagy dízel hajómotoroknál, ahol a forgattyúsház nem vesz részt a gázcserében, a kétütemű körfolyamat nem működik a turbófeltöltő nélkül, ezért indításkor mechanikus segédkompresszort vagy elektromos villanymotort kell alkalmazni amíg fel nem épül a turbónyomás.
turbófeltöltős kétütemű dízelmotor
turbófeltöltős kétütemű motor

## Kétütemű dízelmotorok

### Feltöltéses dízelmotorok
A feltöltéses kétütemű dízelmotorokat előszeretettel használják hajókban (például kompok), mozdonyokban, illetve régebben teherautókban, nagy teljesítményű aggregátokban. Feltöltéses kétütemű dízelmotoroknál a forgattyúsház a négyütemű otto- és dízelmotorhoz hasonlóan csak kenési feladatot lát el (de léteznek forgattyúsház előszívású szívó dízelmotorok is kis kerti-traktorokban, kisebb munkagépeken´). A forgattyúsház nem vesz részt a gázcserében, az elősűrítést a főtengely által hajtott kompresszor, többnyire Roots-fúvó vagy a kipufogógázok által hajtott turbófeltöltő végzi, amely a táptartályba vezeti a nagynyomású levegőt. Amikor a dugattyú az alsó holtpont közelében nyitja a réseket, a feltöltő elvégzi a maradék kipufogógáz ürítését és a henger feltöltését. A dugattyú nyitja és zárja a felömlőket. A kipufogónyílás a hengerfejben van, szelep nyitja és zárja. A kipufogógázok az alsó holtpont közelében, a felömlők nyílása előtt, nagy nyomásuk miatt távoznak a nyitott kipufogószelepeken. Mivel nincs szívószelep ezért több kipufogószelepet lehet beépíteni, kedvező a töltéscsere.
2T dízel rajz
2T dízel ábra
Feltöltéses ellenáramú öblítésű résvezérelt konstrukció is létezik, mint a szívó kétüteműeknél, ebben az esetben a kipufogórést a dugattyú nyitja, zárja.
b és c ábra, kipufogó nyílással rendelkező és kipufogószelepes kialakítás.
- Keresztfejes kialakítás'

A nagyobb keresztfejes motoroknál (nagy óceánjárók) a hajtórúd nem a dugattyúhoz csatlakozik, hanem a keresztfejhez, a keresztfej és a dugattyú között helyezkedik el a dugattyúrúd. Ez azért történik így, hogy az oldalirányú erőket elnyelje, csillapítsa a keresztfej és ne a dugattyúra hasson, valamint a löket olyan hosszú a furathoz képest, hogy a dugattyúhoz csatlakozó hajtókar beleütne a hengerpersely oldalába. A dugattyú maga tehát sokkal alacsonyabb lehet. További előny, hogy a dugattyúval együtt mozgó hajtórúd szakaszon lehet tömíteni, ezzel elválasztható a dugattyú hűtését és kenését végző majd a munkahengerben elégő olajtól illetve a gázcserében részt vevő dugattyú alatti tértől. a forgattyúsházban levő kenőolajtól. A keresztfej ugyanolyan egyenes vonalú alternáló mozgást végez, mint a dugattyú maga.
turbófeltöltős kétütemű dízel hajómotor
keresztfejes kétütemű dízel motor turbófeltöltővel
- Hajtókaros kialakítás'

A dugattyú közvetlenül a hajtókarhoz csatlakozik. A levegő táptartályt (receiver) a feltöltő kompresszor vagy turbó tölti folyamatosan. A dugattyú palástján hosszúnak kell lennie és alsó peremén olajlehúzógyűrűt kell alkalmazni hogy megakadályozza a felömlők forgattyúsházba nyílását.
hajtókaros kétütemű dízelmotor
hajtókaros kétütemű dízelmotor bontott ábrája
hajtókaros feltöltős kétütemű dízelmotor
- Ellendugattyús kialakítás'

Hengerenként két dugattyú működik egymással szemben. A sűrítőtér a két dugattyú között található, ide porlasztják be az üzemanyagot is a henger falán található résekből. Nincsenek szelepek, a vezérlést a dugattyúk végzik. Az egyik dugattyú a beömlő réseket, a másik a kipufogóréseket vezérli. A vezérlés aszimmetrikus, mivel a kipufogást vezérlő dugattyú 15 fokkal előresiet, hogy hosszabb legyen a szabad kipufogás ideje, ezáltal kedvezőbb a henger töltése is.
A feltöltést szintén kompresszor vagy turbófeltöltő végzi. A kenés itt is szóró/nyomóolajozású.
ellendugattyús motor
ellendugattyús dízelmotor Archiválva 2011. szeptember 17-i dátummal a Wayback Machine-ben
három tengelyes ellendugattyús motor
Vezérlési rendszerek:
Vegyes vezérlések
- vegyes vezérlés

A töltéscserét a kipufogószelepek és dugattyú által nyitott és zárt felömlők végzik.
A szelepek száma a gyakorlatban egy vagy kettő, esetleg négy, szimpla vezérműtengellyel. A szelepvezérlés általában:
- O.H.V
- S.O.H.C

négyszelepes egy vezértengelyes dízelmotor hengerfeje
JAAZ-200 szovjet tehergépkocsi vegyes vezérlésű blokkja
szelepes kétütemű dízelmotor
két kipufogószelepes kétütemű dízelmotor
alulvezérelt felülszelepelt vezérlés
A nagy keresztfejes dízel hajómotoroknál gyakran nyomórúd helyett hidraulikacsőben lévő hidraulika folyadék (olaj) viszi át a vezérlést a szelepre, mivel a rendkívüli méretek miatt a nyomórúdnak nagy lenne a tehetetlensége, súlya és jelentős kopás, hőterhelés lépne fel. A szeleprugót pedig egyfajta légrugó helyettesíti, a szelep visszatérését a levegő nyomásváltozása biztosítja.
hidraulikus vezérlés ábra
hidraulikus vezérlés
hidraulikusan vezérelt szelep hajómotorban
a hengerfejbe vezető hidraulikacsövek egy hajómotorban
- forgószelepes vegyes vezérlés

A hengerfejben található vízszintesen elhelyezett forgószelepből érkezik a hengerbe a nagy nyomású friss gáztöltet. A kipufogógázok a henger oldalán található nyílásokon távoznak amiket a dugattyú nyit és zár. A gázok áramlása tehát pont fordított mint a kipufogószelepes vegyes vezérlés esetében.
forgószelepes turbófeltöltéses LOTUS-féle motor
Aszimmetrikus vezérlés
- ellendugattyús résvezérlés

Nincsenek szelepek, a dugattyú nyitja és zárja a réseket. A kipufogónyílás oldali dugattyú előbb nyit és előbb zár.
delta elrendezésű kétütemű dízelmotor
Szimmetrikus vezérlés
- résvezérlés

A dugattyú végzi a vezérlést. A dugattyú palástja nyitja és zárja a felömlőnyílásokat és a kipufogónyílást is.
b ábra
Öblítési eljárások
Egyenáramú öblítés
Az UNIFLOW egyenáramú öblítés előnye hogy hosszú löketű motorokat lehet építeni mivel a gáztöltetek áramlása egyirányú, nem fordul meg a hengerben, a gázcsere hatékonyabb. A gyakorlatban:
- vegyes vezérléssel
- ellendugattyús résvezérléssel

Ellenáramú öblítés
Nincsenek kipufogószelepek, a dugattyú nyitja, zárja a felömlő ablakokat és a kipufogórés(eket)t is, szimmetrikus résvezérlés valósul meg, a hengerben a töltésgázok iránya megfordul. A gyakorlatban:
- hurkos öblítéssel

b ábra
Olajozása
- Hajtókaros kialakításnál

Nedves vagy száraz karteres szóró vagy nyomó olajozás.
A dugattyú palást alsó részén található tömítő és olajlehúzó-gyűrű megakadályozza hogy a felömlők a forgattyúsházba nyíljanak.
A dugattyú palástjának olyan hosszúnak kell lennie hogy a felső holtponton is zárja a felömlő csatornákat.
- Keresztfejes kialakításnál

Nedves vagy száraz karteres szóró vagy nyomó olajozás a forgattyúsházban, adagolószivattyús olajozás a henger és a dugattyú kenésére, hűtésére, a dugattyút a gyűrűknél speciális hengerolajjal kenik ami a működés során elég, tehát itt jut olaj a hengerbe. A dugattyú rúdban gyakran találhatóak üreges csövek amelyek a dugattyú alján található lyukakba illeszkednek és olajat fecskendeznek, véd a túlmelegedés ellen is, hűti a dugattyút.
a dugattyú alján található lyukak
a dugattyúrúdból kiálló "sünök"
Feltöltése
- mechanikus feltöltő
- turbófeltöltő

Előnyök
- A dízel-motorok magas (1:15-22) kompressziója miatt jobb a hatásfoka, mint egy Otto-motornak.
- A hosszú dugattyúpalást illetve a dugattyúrúd, az alacsony fordulatszám és a kétütemű ciklus jól csillapítja a lökésszerű járást.
- A nyomóolajozásnak köszönhetően magas az alkatrészek élettartama.
- Nem jut olaj és elégtelen üzemanyag a környezetbe, nem képződik olajkoksz a felületeken, hajtókaros kialakításnál nincs veszteséges olajfogyasztás.
- Nem kell nagy helyigényű és drága rezonátor kipufogó-rendszert alkalmazni.
- A kipufogó-rendszer lehetővé teszi turbófeltöltő alkalmazását.
- A hengerfejben nincsenek szívószelepek így akár kétszer annyi kipufogószelepet lehet alkalmazni.
- Az UNIFLOW öblítés miatt jó a gázcsere, mivel a gázok csak egy irányba haladnak, nincs irányváltásuk.

Hátrányok
- Feltöltő nélkül nem működőképes.
- Drága, nehéz alkatrészek szükségesek a dízelüzem miatt.
- A szelepek és a feltöltő, töltőlevegő-hűtő és a keresztfejes kialakításnál a dugattyúrúd miatt nagy a helyigénye.
- Az olajozás, vezérlés miatt bonyolultabb, nagyobb a hibalehetőség, nehezebb mint a szívó kétütemű.

### Szívó dízelmotorok
Kis hengerűrtartalmú motoroknál alkalmazzák. A vezérlése szimmetrikus vagy aszimmetrikus résvezérlés. Öblítése ellenáramú rendszer. A motor a levegőt a forgattyúsházba szívja ezért veszteséges keverékolajozással működik, nincs olajlehúzógyűrű. Lehetséges a motorfék üzem is mert az olaj nem az üzemanyaggal jut a motorba. Mivel a motor csak levegőt szív be ezért nem távozik üzemanyag a kipufogónyíláson az átöblítés folyamán. A beszívott levegő mennyisége mindig közel azonos, ezért jó a henger öblítése.
kétütemű szívó dízelmotor
kétütemű szívó dízeles kis traktor blokkjának metszeti ábrája
kis traktor technikai adatai

## Kétütemű izzófejes motorok
Izzófejes motorokat a XX. század elején használtak a mezőgazdaságban, erdészetben és hajókon, ahol szivattyúkat, darálókat, malmokat, fűrészeket és cséplőgépeket hajtottak segítségével. Izzófejes motorokat építettek be úthengerekbe és traktorokba is.
Sokféle éghető üzemanyaggal működhetett és jobb volt a hatásfoka mint a korai gőzgépeknek.
Amikor a dugattyú felfelé halad, beszívja a levegőt a karterbe a szívócsonkon keresztül. Ezzel egy időben tüzelőanyagot fecskendeznek be az izzófejbe. Amikor a dugattyú a felső holtpontba ér, a levegőt benyomja az izzófejbe, ahol az összekeveredik a finom cseppekre porlasztott tüzelőanyaggal, és a keverék az izzókamra forró falától meggyullad. A megnövekedett nyomás lefelé hajtja a dugattyút a hengerben. Az alsó holtpont felé haladva a dugattyú először megnyitja a kipufogó nyílást és a nyomás alatt lévő égéstermékek (hangtompítón keresztül) kiáramlanak a szabadba. Miután a kipufogónyílás kinyílt, a lefelé haladó dugattyú megnyitja az átömlő nyílást. A dugattyú összenyomja a karterben lévő levegőt és áthajtja az átömlő nyíláson keresztül a dugattyú feletti térbe. A beáramló friss levegő egy része kiszökik a még nyitva lévő kipufogónyíláson keresztül, ezzel megtisztítja a hengert az égéstermékektől (ezt a folyamatot hívják átöblítésnek). A dugattyú ekkor eléri alsó holtpontját, majd újra felfelé indul és friss levegőt szív be a karterbe, ezután újra indul a folyamat.
izzófejes motor
Magyar HSCS izzófejes traktor
Vezérlése, öblítési rendszere:
Ellenáramú résvezérlés. A dugattyú nyitja és zárja a henger falán található réseket. A levegő elősűrítése a forgattyúsházban történik. A dugattyú forgásiránya változtatható.
- Izzófej

Az izzófej a hengerfejben található és egy szűk nyílás köti össze a hengerrel. Az izzófejet kívülről hevítik éghető üzemanyaggal és ide történik az üzemanyag fecskendezése is.
A felfelé haladó dugattyú átnyomja a hengert és az izzófejet összekötő szűk nyíláson, ahol az komprimálódik és felhevül. A szétporlasztott tüzelőanyag keveredik az összenyomott levegővel és a forró izzófej meggyújtja a keveréket. Mivel az izzófej egy rendkívül szűk nyíláson keresztül közlekedik csak a hengerrel, Az eközben megnövekedett nyomás mozgatja a dugattyút a munkaütemben.
izzófej melegítés alatt
izzófej melegítésére használt benzinlámpa
Olajozása
- Nedves karteres keverékolajozás

A karterbe kenőolajat kell juttatni a forgattyús tengely és a csapágyak kenéséhez. Mivel a levegő a karteren keresztül jut a hengerbe, valamennyi olajat magával ragad, melynek egy része a dugattyú kenését szolgálja, másik része azonban elég, és égéstermékei kijutnak a szabadba. A kétütemű izzófejes motor ilyen módon fokozatosan elégeti saját kenőolaját. Néhány konstrukciónál (mint például a Lanz traktoroknál) szivattyú szállította vissza a fölös kenőolajat az olajtartályba, ezzel jelentősen csökkentették az olajfogyasztást. A motor lassú járása (50-300 ford./perc) miatt nem került az összes tárolt olaj a hengerbe.
Ha túlságosan sok olaj gyűlt össze a karterben indításkor, fennállt a veszélye annak, hogy a motor magától beindul és kezelhetetlenül felgyorsul olyan fordulatszámra, ami a motor tönkremenetelét okozhatja. Ennek elkerülése érdekében egy biztonsági csapot alkalmaztak, melynek segítségével a fölös olajat le lehetett ereszteni a karterből indítás előtt.
Előnye
- A gőzgéppel szembeni nagyobb hatásfok.
- A főtengely forgásiránya változtatható
- Sokféle éghető üzemanyag használható
- Alacsonyabb karbantartási igény.
- Megbízható üzem.
- Kevesebb potenciális hibalehetőséget kínáltak.
- Nincs elektromos rendszerük mint a benzinmotoroknak és nincs külső kazánjuk és gőzvezetékük, mint a gőzgépeknek.
- Gyártása a kisnyomású befecskendezés és a kisebb kompresszióviszony miatt olcsóbb volt, mint a dízelmotoroké.

Hátránya
- Csak igen korlátozott fordulatszám-tartományban volt képes működni, tipikusan 50-300 f/p között.
- Hosszadalmas és körülményes indítása.
- Hidegindítási gondok.
- Veszteséges olajozási rendszer.

## Kétütemű motorok előnyei
- Forgattyúsház elősűrítésű résvezérelt motoroknál a kevés alkatrész kevesebb hibaforrást és kisebb önsúlyt jelent.
- Minden fordulatra jut munkavégzés, így egyenletesebb a járása, jobb a gázreakciója már egy henger esetén is.
- A dugattyú mindig nyomás alatt dolgozik, a hajtókarra is csak egyirányú terhelés hat így vékonyabbra lehet méretezni a hajtórudakat.
- 60-80%-kal nagyobb a teljesítménye, mint egy azonos lökettérfogatú és azonos fordulatszámú négyütemű motornak.
- A motor reverzálható (megfordítható a forgásiránya) kivéve az ikerdugattyús megoldásnál.
- egyenáramú öblítésű rendszer esetén az egyirányú gázcsere öblítés miatt hosszú lökethossz alkalmazható.
- egyenáramú öblítésű kialakításoknál a kipufogónyílás előbb nyit és előbb is zár, ezért alacsony a töltési veszteség.
- Feltöltéses motoroknál a forgattyúsház nem vesz részt a gázcserében, így cirkuláris nyomóolajozás is alkalmazható.

## Kétütemű motorok hátrányai
A leggyakoribb kétütemű motorok hátrányainak többsége a keverékolajozásból és az öblítési veszteségekből tevődik össze:
- Jelenleg környezetvédelmi okokból egyre inkább szűkül a felhasználási területe, mivel a leggyakoribb, legolcsóbb kialakítások esetén kerül olaj a környezetbe.
- A benzin kenőolaj tartalma nem tud tökéletesen elégni illetve az átöblítési folyamat miatt sok elégetetlen üzemanyag és olaj kerülhet a környezetbe, amit viszont a kipufogó kialakításával (rezonátor), közvetlen befecskendezéssel meg lehet valamennyire akadályozni.
- A kenés keverékolajozás esetén nem tökéletes, nincs elegendő olajfilm az alkatrészeken, ezért gyorsabb azok kopása, rövidebb a motor élettartama.
- Ellenáramú öblítési rendszerek esetén füstgázok maradhatnak vissza, ez növeli a károsanyag kibocsátását.

A vegyes vezérlésű illetve feltöltéses motorok legfőbb hátránya a bonyolultabb, drágább kialakítás, nagyobb hibalehetőség.
- Ha a forgattyúsház nem vesz részt a gázcserében, feltöltő nélkül nem működőkepés a motor, nem tud szívómotorként működni.
- A feltöltő helyigényes és drága, a legnagyobb hatásfok érdekében töltőlevegő hűtőt kell alkalmazni.

## Ellenáramú öblítésű, résvezérelt rendszerek munkafolyamata
A kétütemű motor egyszerű kivitelű, de a működése mögött igen pontos mérnöki munka rejlik. Egy egyszerű kétütemű kivitelben található egy dugattyú, a henger falában oldalt egy vagy két felömlő-, egy szívó-, és egy kipufogónyílás. A dugattyú lefelé történő mozgása folyamán megnyílik a kipufogónyílás, ami lehetővé teszi az égéstermék távozását, majd szabaddá válik a felömlő nyílás is, ezzel az elősűrített benzin-levegő keverék (amiben egy kevés olaj is van kenés céljából) szabadon beáramlik a hengerbe. A dugattyú ezután elindul a hengerfej irányába, összesűrítve ezzel a keveréket, amit aztán a gyújtógyertya begyújt és ez újra visszanyomja a dugattyút a főtengely irányába.
Részletesebben:

### Szívás és sűrítés
A felfelé (a hengerfej irányába) mozgó dugattyú a zárt forgattyúsházban vákuumot hoz létre. Ahogy a dugattyú felemelkedik, a szívónyílás szabaddá válik, ezáltal a forgattyúsházba beáramlik a porlasztó (karburátor) segítségével előállított keverék. Eközben a már hengerben lévő benzin-levegő elegyet a még mindig felfelé mozgó dugattyú összenyomja.
A ciklus folyamata:
Munkavégzés (Terjeszkedés):
A dugattyú FHP-ban (Felső Holtpont) van.
A főtengely 0 vagy 360°-os helyzetben.
A valóságban 0-tól 150°-ig tart, de ezen az ábrán 120°-nál ér véget.
Szívás/Sűrítés:
A dugattyú AHP-ból (Alsó Holtpont) FHP felé mozog.
A szabaddá vált szívónyíláson beáramlik a keverék (vagy légsűrítő berendezés /az ún. Roots-fúvó/ juttatja a hengerbe).
A vákuum kinyitja a reed-szelepet (szívónyílást elfedő membránszelep), ami beengedi a keveréket a forgattyúsházba.
A már hengerbe került benzin-levegő keveréket a felfelé mozgó dugattyú összepréseli.
Mielőtt a dugattyú elérné a Felső Holtpontot, a gyújtórendszer begyújtja az égéstérben lévő elegyet.
A dízelmotoroknál 11-13°-os főtengelyhelyzetnél üzemanyagot fecskendez az FHP-be. Eddig a pontig csak levegőt sűrített. A hajtóanyag csak a sűrítés végső szakaszában jut a hengerbe.
Kipufogás és öblítés:
A dugattyú FHP-ból AHP felé mozog.
120°-os főtengelyszögnél felfedi a kipufogónyílást, ahol magas nyomása miatt kipufogógáz hagyja el a hengert.
10-40°-nál friss elősűrített gáz érkezik a hengerbe.
A benzin/levegő/olaj keverék kifelé nyomja az égéstermékeket a hengerből.
A dugattyú ezután összesűríti az elegyet, és ezzel a maradék kipufogógáz is távozik az égéstérből.

### Munkaütem és kipufogás
Amikor a dugattyú az ütem vége felé halad, a gyertya begyújtja a keveréket és az égésben keletkező, gyorsan táguló gázok visszatolják a dugattyút.
Ahogy a dugattyú ereszkedik, felfedi a henger oldalában lévő felömlő nyílást, ami kapcsolatot teremt a kipufogónyílással, így az elégett hajtóanyag szabadon elhagyja az égésteret.
A dugattyú lezárja a felömlőt, nyomás alá helyezve a dugattyú alatti teret. Ez a folyamat egy kis visszáramlást keltve egy kevés keveréket nyom vissza a szívónyílásba, ami lezárja a reed-szelepet, meggátolva ezzel, hogy a keverék a levegőszűrőbe kerüljön.
A benzin-levegő elegy a forgattyúsházat és a hengert összekötő felömlő járatokba kényszerül. A dugattyú felfedi ezen nyílások hengerbe vezető bejáratát(felömlő nyílás), így a keverék az alacsonyabb nyomású közeg felé(henger) áramlik. A felömlő nyílások egy kicsit alacsonyabban helyezkednek el, mint a kipufogónyílás, emiatt keverék lép a hengerbe az égésgázok távozása közben. A belépő friss elegy elősegíti ezen gázok távozását, vagyis a henger "öblítését".
Ahogy a henger leért, újra felfelé mozdul, elzárja a felömlő nyílást, majd összesűríti a keveréket. Ezután egy újabb ciklus kezdődik.

## Egyenáramú öblítésű, vegyes vezérlésű dízel motorok munkafolyamata
kétütemű feltöltéses diesel körfolyamat Archiválva 2007. október 21-i dátummal a Wayback Machine-ben
1. Feltöltés
Mintegy 140 fokkal a felső holtpont után a dugattyú felfelé haladva szabaddá teszi a felömlő nyílásokat és a beáramló friss gáztöltet a még nyitott kipufogócsatornákon keresztül az elégett gázok maradékát is kitolja maga előtt (öblítés) majd a kipufogó szelepek és a felömlő ablakok záródásával megkezdődik a sűrítés.
2. Sűrítés
A dugattyú a hengerben felfelé halad és maga előtt tolva a levegőt sűrítést végez.
A kipufogó szelep(ek) zárva.
A nyomás elérheti a 100 bart a hőmérséklet pedig az 500 Celsius-fokot.
3. Munkaütem
Az üzemanyag befecskendező a felső holtpont előtt nagy nyomással gázolaj permetet juttat a sűrítéstől felforrósodott levegőre amitől az nagy nyomással elég és lefelé kényszeríti a dugattyút ami így munkát végez.
4. Kipufogás
Körülbelül 110 fokkal a felső holtpont után, az alsó holtpont előtt nyitnak a kipufogó szelepek és az elhasznált égésgázok távoznak.
kétütemű diesel körfolyamat

## Alkalmazása

### Benzinmotorok
- motorkerékpárokon
- motoros láncfűrészekben, fűnyírókban, egyéb kisgépekben
- autókban (például az egykori NDK-ban gyártott Trabant és Wartburg, az 1950-es, 1960-as években gyártott Suzuki-k, Saab-ok, Syrena-k)

### Dízelmotorok
- tehergépkocsikban (pl. KrAZ 6900 ccm-es soros, hathengeres dízelmotorja, a JaAZ-206 az 1950-es években)
- harckocsikban (például a T–64-be épített 6TD motorok)
- mozdonyokban (például MÁV M62)
- nagy hajó motorokban, mivel könnyen megoldható a reverzálhatóság.